# Lista över fyrar i Stockholms skärgård
Detta är en lista över fyrar i Stockholms läns skärgård. Fyrar utan namn på sjökortet har utelämnats.
| Bild                        | Namn                        | Fyrkaraktär                                               | Lyshöjd                                                   | Lysvidd                                                          | Fyrnummer (admirality & NGA)                              | Fyrnummer (admirality & NGA) |
| Bild                        | Koordinater                 | Koordinater                                               | Märker ut                                                 | Märker ut                                                        | Märker ut                                                 | Märker ut                    |
| --------------------------- | --------------------------- | --------------------------------------------------------- | --------------------------------------------------------- | ---------------------------------------------------------------- | --------------------------------------------------------- | ---------------------------- |
|                             | Almagrundet                 | Fl(4) WR 12s, Racon(G)                                    | 28,5 meter                                                | 13 nautisk mil                                                   | C6465                                                     | 116-9056                     |
| 59.15468611°N,19.12554444°E | 59.15468611°N,19.12554444°E | Sandhamns angöring                                        | Sandhamns angöring                                        | Sandhamns angöring                                               | Sandhamns angöring                                        |                              |
|                             | Aludden                     | Fl(2) WRG 6s                                              | 5,5 meter                                                 | 5 nautisk mil, 4 nautisk mil och 3 nautisk mil                   | C6542                                                     | 116-9536                     |
| 59°23′32.3″N,18°5′37.1″E    | 59°23′32.3″N,18°5′37.1″E    | Passage mellan Djursholm och Lidingö                      | Passage mellan Djursholm och Lidingö                      | Passage mellan Djursholm och Lidingö                             | Passage mellan Djursholm och Lidingö                      |                              |
|                             | Arholma nedre               | Iso W 4s                                                  | 9,5 meter                                                 | 10 nautisk mil                                                   | C6370                                                     | 116-10052                    |
| 59°50′42″N,19°6′11″E        | 59°50′42″N,19°6′11″E        | Simpnäsleden vid Arholma                                  | Simpnäsleden vid Arholma                                  | Simpnäsleden vid Arholma                                         | Simpnäsleden vid Arholma                                  |                              |
|                             | Arholma övre                | Q W                                                       | 21 meter                                                  | 9,6 nautisk mil                                                  | C6370.1                                                   | 116-10056                    |
| 59°50′26″N,19°6′19″E        | 59°50′26″N,19°6′19″E        | Simpnäsleden vid Arholma                                  | Simpnäsleden vid Arholma                                  | Simpnäsleden vid Arholma                                         | Simpnäsleden vid Arholma                                  |                              |
|                             | Aspöskär                    | Q WRG                                                     | 5,9 meter                                                 | 9 nautisk mil, 7 nautisk mil och 6 nautisk mil                   | C6632                                                     | 116-9232                     |
| 59°6′51″N,18°23′49.6″E      | 59°6′51″N,18°23′49.6″E      | Landsortsleden vid Dalarö skans                           | Landsortsleden vid Dalarö skans                           | Landsortsleden vid Dalarö skans                                  | Landsortsleden vid Dalarö skans                           |                              |
|                             | Bedarö                      | Iso WRG 4s                                                | 2,9 meter                                                 | 6,8 nautisk mil, 5 nautisk mil och 4 nautisk mil                 | C6606                                                     | 116-9168                     |
| 58°53′46″N,17°57′34″E       | 58°53′46″N,17°57′34″E       | Inloppet till Nynäshamn                                   | Inloppet till Nynäshamn                                   | Inloppet till Nynäshamn                                          | Inloppet till Nynäshamn                                   |                              |
|                             | Bjurögrund                  | Fl(2) G 6s                                                | 4 meter                                                   | 6 nautisk mil                                                    | C6453                                                     | 116-9712                     |
| 59°26′34″N,18°26′23.7″E     | 59°26′34″N,18°26′23.7″E     | Furusundsleden över Saxarfjärden                          | Furusundsleden över Saxarfjärden                          | Furusundsleden över Saxarfjärden                                 | Furusundsleden över Saxarfjärden                          |                              |
|                             | Björnsgrundet               | Iso WRG 4s                                                | 6 meter                                                   | 4,6 nautisk mil, 3 nautisk mil och 2,4 nautisk mil               | C6545                                                     | 116-9480                     |
| 59°21′59.3″N,18°18′37.8″E   | 59°21′59.3″N,18°18′37.8″E   | Landsortsleden genom Halvkakssundet                       | Landsortsleden genom Halvkakssundet                       | Landsortsleden genom Halvkakssundet                              | Landsortsleden genom Halvkakssundet                       |                              |
|                             | Blockhusudden               | Fl(2) WRG 6s                                              | 6,2 meter                                                 | 6 nautisk mil, 4 nautisk mil och 3 nautisk mil                   | C6558                                                     | 116-9556                     |
| 59°19′14.7″N,18°9′17.6″E    | 59°19′14.7″N,18°9′17.6″E    | Furusundsleden vid Djurgården                             | Furusundsleden vid Djurgården                             | Furusundsleden vid Djurgården                                    | Furusundsleden vid Djurgården                             |                              |
|                             | Boda                        | Q WRG                                                     | 7,2 meter                                                 | 5 nautisk mil                                                    | C6510                                                     | 116-9424                     |
| 59°22′11.2″N,18°36′21.1″E   | 59°22′11.2″N,18°36′21.1″E   | Sandhamnsleden vid Värmdö                                 | Sandhamnsleden vid Värmdö                                 | Sandhamnsleden vid Värmdö                                        | Sandhamnsleden vid Värmdö                                 |                              |
|                             | Bogesund                    | Fl(2) WRG 6s                                              | 4 meter                                                   | 6 nautisk mil                                                    | C6536                                                     | 116-9504                     |
| 59°22′50.9″N,18°18′14.4″E   | 59°22′50.9″N,18°18′14.4″E   | Väster om Granholmen i Furusundsleden vid Bogesundslandet | Väster om Granholmen i Furusundsleden vid Bogesundslandet | Väster om Granholmen i Furusundsleden vid Bogesundslandet        | Väster om Granholmen i Furusundsleden vid Bogesundslandet |                              |
|                             | Bolviksnäs                  | Q WRG                                                     | 7 meter                                                   | 5,6 nautisk mil, 3,8 nautisk mil och 3 nautisk mil               | C6515                                                     | 116-9432                     |
| 59°23′43.6″N,18°32′11.6″E   | 59°23′43.6″N,18°32′11.6″E   | Sandhamnsleden mellan Värmdö och Viggsö                   | Sandhamnsleden mellan Värmdö och Viggsö                   | Sandhamnsleden mellan Värmdö och Viggsö                          | Sandhamnsleden mellan Värmdö och Viggsö                   |                              |
|                             | Boo                         | Fl(2) W 6s                                                | 2,4 meter                                                 | 6,4 nautisk mil                                                  | C6654                                                     | 116-9280                     |
| 59°18′33.2″N,18°17′50.5″E   | 59°18′33.2″N,18°17′50.5″E   | Inloppet till Baggensstäket                               | Inloppet till Baggensstäket                               | Inloppet till Baggensstäket                                      | Inloppet till Baggensstäket                               |                              |
|                             | Bottenholmen                | Fl WRG 3s                                                 | 4,6 meter                                                 | 6,4 nautisk mil, 4,4 nautisk mil och 3,6 nautisk mil             | C6587.4                                                   | 116-9032                     |
| 58°47′24.8″N,17°50′3.5″E    | 58°47′24.8″N,17°50′3.5″E    | Galthålet mellan Öja och Torö                             | Galthålet mellan Öja och Torö                             | Galthålet mellan Öja och Torö                                    | Galthålet mellan Öja och Torö                             |                              |
|                             | Botveskär                   | Fl(2) WRG 6s                                              | 7 meter                                                   | 13 nautisk mil                                                   | C6391                                                     | 116-9596                     |
| 59°44′0.3″N,19°10′58.1″E    | 59°44′0.3″N,19°10′58.1″E    | Furusundsleden vid Fejan                                  | Furusundsleden vid Fejan                                  | Furusundsleden vid Fejan                                         | Furusundsleden vid Fejan                                  |                              |
|                             | Brandalsunds radarstång     | Q Y                                                       | 5 meter                                                   | 1,5 nautisk mil                                                  | C6679.1                                                   |                              |
| 59°6′22″N,17°41′7.5″E       | 59°6′22″N,17°41′7.5″E       | Södertäljeleden genom Brandalsund                         | Södertäljeleden genom Brandalsund                         | Södertäljeleden genom Brandalsund                                | Södertäljeleden genom Brandalsund                         |                              |
|                             | Branten                     | Iso WRG 4s                                                | 7 meter                                                   | 6 nautisk mil                                                    | C6503                                                     | 116-9400                     |
| 59°22′32.4″N,18°42′54.5″E   | 59°22′32.4″N,18°42′54.5″E   | Sandhamnsleden vid Vindö                                  | Sandhamnsleden vid Vindö                                  | Sandhamnsleden vid Vindö                                         | Sandhamnsleden vid Vindö                                  |                              |
|                             | Brunnsviksholmen            | Fl(2) WRG 6s                                              | 8 meter                                                   | 12 nautisk mil                                                   | C6614                                                     | 116-9180                     |
| 58°55′5.5″N,17°58′39.9″E    | 58°55′5.5″N,17°58′39.9″E    | Inloppet till Nynäshamn                                   | Inloppet till Nynäshamn                                   | Inloppet till Nynäshamn                                          | Inloppet till Nynäshamn                                   |                              |
|                             | Brödstycket                 | Fl WRG 3s                                                 | 6 meter                                                   | 9 nautisk mil                                                    | C6524                                                     | 116-9460                     |
| 59°25′25.6″N,18°24′15.3″E   | 59°25′25.6″N,18°24′15.3″E   | Lindalssundet och Furusundsleden över Trälhavet           | Lindalssundet och Furusundsleden över Trälhavet           | Lindalssundet och Furusundsleden över Trälhavet                  | Lindalssundet och Furusundsleden över Trälhavet           |                              |
|                             | Bylehamn                    | F WRG (occas)                                             | 7,4 meter                                                 | 5 nautisk mil                                                    | C6360                                                     | 116-9984                     |
| 59°54′23.6″N,18°59′4.3″E    | 59°54′23.6″N,18°59′4.3″E    | Inloppet till Bylehamn, Väddö                             | Inloppet till Bylehamn, Väddö                             | Inloppet till Bylehamn, Väddö                                    | Inloppet till Bylehamn, Väddö                             |                              |
|                             | Dalarö                      | Fl(3) WRG 9s                                              | 3,7 meter                                                 | 9 nautisk mil                                                    | C6646                                                     | 116-9268                     |
| 59°8′1.6″N,18°25′12.6″E     | 59°8′1.6″N,18°25′12.6″E     | Dalaröleden vid Dalarö                                    | Dalaröleden vid Dalarö                                    | Dalaröleden vid Dalarö                                           | Dalaröleden vid Dalarö                                    |                              |
|                             | Dalarö Skans                | Exting                                                    | 8 meter                                                   | 5 nautisk mil                                                    |                                                           |                              |
| 59°6′42.9″N,18°23′15.7″E    | 59°6′42.9″N,18°23′15.7″E    | Passage väster om Dalarö skans                            | Passage väster om Dalarö skans                            | Passage väster om Dalarö skans                                   | Passage väster om Dalarö skans                            |                              |
|                             | Dejeudden                   | Q WRG                                                     | 8 meter                                                   | 9 nautisk mil                                                    | C6372                                                     | 116-10048                    |
| 59°51′27.6″N,19°5′3.4″E     | 59°51′27.6″N,19°5′3.4″E     | Simpnäsleden mellan Arholma och Väddö                     | Simpnäsleden mellan Arholma och Väddö                     | Simpnäsleden mellan Arholma och Väddö                            | Simpnäsleden mellan Arholma och Väddö                     |                              |
|                             | Djursholmsudde              | Fl(4) WRG 12s (occas)                                     | 5,5 meter                                                 | 5,8 nautisk mil, 4 nautisk mil och 3,2 nautisk mil               | C6541                                                     | 116-9532                     |
| 59°23′45.3″N,18°6′8.8″E     | 59°23′45.3″N,18°6′8.8″E     | Passage mellan Djursholm och Lidingö                      | Passage mellan Djursholm och Lidingö                      | Passage mellan Djursholm och Lidingö                             | Passage mellan Djursholm och Lidingö                      |                              |
|                             | Egelsholm                   | Q WRG                                                     | 3 meter                                                   | 9 nautisk mil                                                    | C6677.8                                                   | 116-8972                     |
| 59°0′25″N,17°42′46.3″E      | 59°0′25″N,17°42′46.3″E      | Södertäljeleden på Mörkö                                  | Södertäljeleden på Mörkö                                  | Södertäljeleden på Mörkö                                         | Södertäljeleden på Mörkö                                  |                              |
|                             | Eknöudde                    | Fl(2) WRG 6s                                              | 7,6 meter                                                 | 5 nautisk mil                                                    | C6376.4                                                   | 116-10076                    |
| 59°46′30.42″N,18°58′53.64″E | 59°46′30.42″N,18°58′53.64″E | Norrtäljeleden vid Vätö                                   | Norrtäljeleden vid Vätö                                   | Norrtäljeleden vid Vätö                                          | Norrtäljeleden vid Vätö                                   |                              |
|                             | Ekören                      | Fl WRG 4s                                                 | 3 meter                                                   | 10 nautisk mil                                                   | C6448                                                     | 116-9728                     |
| 59°28′8.3″N,18°25′5.5″E     | 59°28′8.3″N,18°25′5.5″E     | Lerviksleden öster om Åkersberga                          | Lerviksleden öster om Åkersberga                          | Lerviksleden öster om Åkersberga                                 | Lerviksleden öster om Åkersberga                          |                              |
|                             | Elfviksgrund                | Iso WRG 6s                                                | 6 meter                                                   | 12 nautisk mil                                                   | C6546                                                     | 116-9520                     |
| 59°21′50.4″N,18°15′32.4″E   | 59°21′50.4″N,18°15′32.4″E   | Furusundsleden genom Halvkakssundet                       | Furusundsleden genom Halvkakssundet                       | Furusundsleden genom Halvkakssundet                              | Furusundsleden genom Halvkakssundet                       |                              |
|                             | Farfarsgrund                | Iso WRG 4s                                                | 5 meter                                                   | 6 nautisk mil                                                    | C6478                                                     | 116-9104                     |
| 59°17′41.04″N,18°53′19.14″E | 59°17′41.04″N,18°53′19.14″E | Sandhamnsleden vid Sandhamn                               | Sandhamnsleden vid Sandhamn                               | Sandhamnsleden vid Sandhamn                                      | Sandhamnsleden vid Sandhamn                               |                              |
|                             | Farstanäs                   | Fl(3) WRG 9s                                              | 5,5 meter                                                 | 4,6 nautisk mil, 3 nautisk mil och 2,4 nautisk mil               | C6678.5                                                   | 116-8982                     |
| 59°5′47.1″N,17°39′40.9″E    | 59°5′47.1″N,17°39′40.9″E    | Södertäljeleden över Järnafjärden                         | Södertäljeleden över Järnafjärden                         | Södertäljeleden över Järnafjärden                                | Södertäljeleden över Järnafjärden                         |                              |
|                             | Fifång                      | Fl(3) WRG 9s                                              | 7,5 meter                                                 | 9 nautisk mil                                                    | C6676.8                                                   | 116-8952                     |
| 58°50′32.2″N,17°43′24.8″E   | 58°50′32.2″N,17°43′24.8″E   | Södertäljeleden vid Fifång                                | Södertäljeleden vid Fifång                                | Södertäljeleden vid Fifång                                       | Södertäljeleden vid Fifång                                |                              |
|                             | Fjärdholmen                 | Q WRG                                                     | 5 meter                                                   | 7 nautisk mil                                                    | C6409                                                     | 116-9316                     |
| 59°21′23.4″N,18°49′49.5″E   | 59°21′23.4″N,18°49′49.5″E   | Husaröledens början vid Kanholmsfjärden                   | Husaröledens början vid Kanholmsfjärden                   | Husaröledens början vid Kanholmsfjärden                          | Husaröledens början vid Kanholmsfjärden                   |                              |
|                             | Fjärdhällan                 | Fl WRG 3s                                                 | 7,7 meter                                                 | 7 nautisk mil                                                    | C6658                                                     | 116-9284                     |
| 59°9′19.7″N,18°33′16.9″E    | 59°9′19.7″N,18°33′16.9″E    | Landsortsleden över Jungfrufjärden                        | Landsortsleden över Jungfrufjärden                        | Landsortsleden över Jungfrufjärden                               | Landsortsleden över Jungfrufjärden                        |                              |
|                             | Fläsklösa                   | VQ W                                                      | 5,4 meter                                                 | 3 nautisk mil                                                    | C6679.2                                                   | 116-9004                     |
| 59°7′37.8″N,17°41′2.7″E     | 59°7′37.8″N,17°41′2.7″E     | Södertäljeleden över Hallsfjärden                         | Södertäljeleden över Hallsfjärden                         | Södertäljeleden över Hallsfjärden                                | Södertäljeleden över Hallsfjärden                         |                              |
|                             | Franska Stenarna            | Fl(2) WRG 6s                                              | 5,1 meter                                                 | 6 nautisk mil                                                    | C6666                                                     | 116-9300                     |
| 59°14′52.14″N,18°39′56.04″E | 59°14′52.14″N,18°39′56.04″E | Landsortsleden över Nämdöfjärden                          | Landsortsleden över Nämdöfjärden                          | Landsortsleden över Nämdöfjärden                                 | Landsortsleden över Nämdöfjärden                          |                              |
|                             | Furuholmen                  | Fl WRG 3s                                                 | 5 meter                                                   | 6 nautisk mil                                                    | C6544                                                     | 116-9476                     |
| 59°22′18.2″N,18°20′6.9″E    | 59°22′18.2″N,18°20′6.9″E    | Furusundsleden vid Ormingelandet                          | Furusundsleden vid Ormingelandet                          | Furusundsleden vid Ormingelandet                                 | Furusundsleden vid Ormingelandet                          |                              |
|                             | Furusund                    | Oc WRG 4s                                                 | 6 meter                                                   | 10 nautisk mil                                                   | C6420                                                     | 116-9644                     |
| 59°39′49.5″N,18°55′55.3″E   | 59°39′49.5″N,18°55′55.3″E   | Furusundsleden vid Furusund                               | Furusundsleden vid Furusund                               | Furusundsleden vid Furusund                                      | Furusundsleden vid Furusund                               |                              |
|                             | Fårholmsrevet               | Iso WRG 2s                                                | 3,5 meter                                                 | 7 nautisk mil                                                    | C6394.5                                                   | 116-9604                     |
| 59°43′46.1″N,19°6′39.5″E    | 59°43′46.1″N,19°6′39.5″E    | Furusundsleden och Simpnäsleden utanför Kapellskär        | Furusundsleden och Simpnäsleden utanför Kapellskär        | Furusundsleden och Simpnäsleden utanför Kapellskär               | Furusundsleden och Simpnäsleden utanför Kapellskär        |                              |
|                             | Gastholmsgrundet            | Q G                                                       | 7,4 meter                                                 | 3 nautisk mil                                                    | C6496                                                     | 116-9380                     |
| 59°19′6.12″N,18°48′37.68″E  | 59°19′6.12″N,18°48′37.68″E  | Sandhamnsleden över Kanholmsfjärden                       | Sandhamnsleden över Kanholmsfjärden                       | Sandhamnsleden över Kanholmsfjärden                              | Sandhamnsleden över Kanholmsfjärden                       |                              |
|                             | Genböte                     | Iso WRG 3s                                                | 24 meter                                                  | 9 nautisk mil                                                    | C6644                                                     | 116-9256                     |
| 59°7′54.3″N,18°25′47.6″E    | 59°7′54.3″N,18°25′47.6″E    | Landsortsleden vid Dalarö                                 | Landsortsleden vid Dalarö                                 | Landsortsleden vid Dalarö                                        | Landsortsleden vid Dalarö                                 |                              |
|                             | Getholmen                   | Fl(2) WRG 6s                                              | 11 meter                                                  | 5,6 nautisk mil, 3,8 nautisk mil och 3 nautisk mil               | C6480                                                     | 116-9108                     |
| 59°18′2.8″N,18°52′28.7″E    | 59°18′2.8″N,18°52′28.7″E    | Sandhamnsleden vid Eknö                                   | Sandhamnsleden vid Eknö                                   | Sandhamnsleden vid Eknö                                          | Sandhamnsleden vid Eknö                                   |                              |
|                             | Granholmen                  | Fl WRG 3s                                                 | 4,5 meter                                                 | 12 nautisk mil                                                   | C6538                                                     | 116-9508                     |
| 59°22′39.7″N,18°17′39.6″E   | 59°22′39.7″N,18°17′39.6″E   | Furusundsleden vid Bogesundslandet                        | Furusundsleden vid Bogesundslandet                        | Furusundsleden vid Bogesundslandet                               | Furusundsleden vid Bogesundslandet                        |                              |
|                             | Granklubben                 | Fl(4) WRG 12s                                             | 13 meter                                                  | 13 nautisk mil                                                   | C6675                                                     | 116-8896                     |
| 58°47′52.1″N,17°44′56.1″E   | 58°47′52.1″N,17°44′56.1″E   | Södertäljeleden mellan Askö och Torö                      | Södertäljeleden mellan Askö och Torö                      | Södertäljeleden mellan Askö och Torö                             | Södertäljeleden mellan Askö och Torö                      |                              |
|                             | Grisblänkan                 | Fl WRG 3s                                                 | 10 meter                                                  | 5 nautisk mil                                                    | C6587.9                                                   | 116-9026                     |
| 58°45′58.08″N,17°50′56.88″E | 58°45′58.08″N,17°50′56.88″E | Galthålet väster om Öja                                   | Galthålet väster om Öja                                   | Galthålet väster om Öja                                          | Galthålet väster om Öja                                   |                              |
|                             | Grisskär                    | Q WRG                                                     | 5,6 meter                                                 | 5,4 nautisk mil, 3,6 nautisk mil och 2,8 nautisk mil             | C6587.6                                                   | 116-9020                     |
| 58°46′50″N,17°50′55.9″E     | 58°46′50″N,17°50′55.9″E     | Galthålet väster om Öja                                   | Galthålet väster om Öja                                   | Galthålet väster om Öja                                          | Galthålet väster om Öja                                   |                              |
|                             | Gryten                      | Fl(4) WRG 10s                                             | 6,3 meter                                                 | 9 nautisk mil                                                    | C6421                                                     | 116-9648                     |
| 59°37′6.9″N,18°49′6.7″E     | 59°37′6.9″N,18°49′6.7″E     | Furusundsleden vid Yxlan                                  | Furusundsleden vid Yxlan                                  | Furusundsleden vid Yxlan                                         | Furusundsleden vid Yxlan                                  |                              |
|                             | Gräddö                      | Iso WRG 4s                                                | 7 meter                                                   | 6 nautisk mil                                                    | C6375                                                     | 116-10068                    |
| 59°46′4.26″N,19°1′55.92″E   | 59°46′4.26″N,19°1′55.92″E   | Norrtäljeleden vid Gräddö                                 | Norrtäljeleden vid Gräddö                                 | Norrtäljeleden vid Gräddö                                        | Norrtäljeleden vid Gräddö                                 |                              |
|                             | Grönö                       | Iso WRG 4s                                                | 7 meter                                                   | 5 nautisk mil                                                    | C6660                                                     | 116-9288                     |
| 59°12′28″N,18°33′56.9″E     | 59°12′28″N,18°33′56.9″E     | Dalaröleden över Nämdöfjärden                             | Dalaröleden över Nämdöfjärden                             | Dalaröleden över Nämdöfjärden                                    | Dalaröleden över Nämdöfjärden                             |                              |
|                             | Grönskär                    | LFl G 10s                                                 | 33,8 meter                                                | 4 nautisk mil                                                    | C6468.5                                                   | 116-9070                     |
| 59°16′40.6″N,19°1′27.8″E    | 59°16′40.6″N,19°1′27.8″E    | Sandhamns angöring                                        | Sandhamns angöring                                        | Sandhamns angöring                                               | Sandhamns angöring                                        |                              |
|                             | Guldholmen                  | Q RG                                                      | 4,2 meter                                                 | 4 nautisk mil                                                    | C6308                                                     | 116-10123.6                  |
| 60°7′44.6″N,18°34′4.4″E     | 60°7′44.6″N,18°34′4.4″E     | Farleden till Hallstavik                                  | Farleden till Hallstavik                                  | Farleden till Hallstavik                                         | Farleden till Hallstavik                                  |                              |
|                             | Gullholmen                  | Fl(2) WRG 6s                                              | 6 meter                                                   | 10 nautisk mil                                                   | C6433                                                     | 116-9684                     |
| 59°31′24.2″N,18°31′13.7″E   | 59°31′24.2″N,18°31′13.7″E   | Furusundsleden vid Norra Ljusterö                         | Furusundsleden vid Norra Ljusterö                         | Furusundsleden vid Norra Ljusterö                                | Furusundsleden vid Norra Ljusterö                         |                              |
|                             | Gunnarstenarna              | LFl(2) WRG 15s                                            | 14 meter                                                  | 8 nautisk mil                                                    | C6594                                                     | 116-9148                     |
| 58°46′29″N,18°3′7.2″E       | 58°46′29″N,18°3′7.2″E       | Landsortsledens angöring                                  | Landsortsledens angöring                                  | Landsortsledens angöring                                         | Landsortsledens angöring                                  |                              |
|                             | Gävlehästen                 | Q RG                                                      | 9 meter                                                   | 4,6 nautisk mil och 3,8 nautisk mil                              | C6364                                                     | 116-10032                    |
| 59°52′58.4″N,19°5′5.4″E     | 59°52′58.4″N,19°5′5.4″E     | Simpnäsleden vid Simpnäs                                  | Simpnäsleden vid Simpnäs                                  | Simpnäsleden vid Simpnäs                                         | Simpnäsleden vid Simpnäs                                  |                              |
|                             | Gålklubb                    | Iso WRG 4s                                                | 5,5 meter                                                 | 9 nautisk mil                                                    | C6677.2                                                   | 116-8964                     |
| 58°52′45″N,17°42′57.8″E     | 58°52′45″N,17°42′57.8″E     | Södertäljeleden utanför Trosa                             | Södertäljeleden utanför Trosa                             | Södertäljeleden utanför Trosa                                    | Södertäljeleden utanför Trosa                             |                              |
|                             | Gålö                        | Iso WRG 8s                                                | 4 meter                                                   | 9 nautisk mil                                                    | C6625                                                     | 116-9212                     |
| 59°5′37.3″N,18°20′56.7″E    | 59°5′37.3″N,18°20′56.7″E    | Dalaröleden vid Gålö                                      | Dalaröleden vid Gålö                                      | Dalaröleden vid Gålö                                             | Dalaröleden vid Gålö                                      |                              |
|                             | Gåssten nedre               | Iso W 4s                                                  | 5 meter                                                   | 12 nautisk mil                                                   | C6280                                                     | 116-10164                    |
| 60°12′14.4″N,18°46′50.1″E   | 60°12′14.4″N,18°46′50.1″E   | Passage öster om Singö                                    | Passage öster om Singö                                    | Passage öster om Singö                                           | Passage öster om Singö                                    |                              |
|                             | Gåssten övre                | Q W                                                       | 8 meter                                                   | 12 nautisk mil                                                   | C6280.1                                                   | 116-10168                    |
| 60°12′19.2″N,18°46′42″E     | 60°12′19.2″N,18°46′42″E     | Passage öster om Singö                                    | Passage öster om Singö                                    | Passage öster om Singö                                           | Passage öster om Singö                                    |                              |
|                             | Gällnöport                  | Fl WRG 3s                                                 | 10 meter                                                  | 6 nautisk mil                                                    | C6505                                                     | 116-9402                     |
| 59°23′36.3″N,18°36′26.2″E   | 59°23′36.3″N,18°36′26.2″E   | Sandhamnsleden vid Gällnö                                 | Sandhamnsleden vid Gällnö                                 | Sandhamnsleden vid Gällnö                                        | Sandhamnsleden vid Gällnö                                 |                              |
|                             | Halls Holme                 | Fl(2) WRG 6s                                              | 8 meter                                                   | 9,8 nautisk mil                                                  | C6679.4                                                   |                              |
| 59°9′38.1″N,17°40′8.3″E     | 59°9′38.1″N,17°40′8.3″E     | Södertäljeleden vid Hall                                  | Södertäljeleden vid Hall                                  | Södertäljeleden vid Hall                                         | Södertäljeleden vid Hall                                  |                              |
|                             | Hallsfjärden                | Fl W 3s                                                   | 4 meter                                                   | 8 nautisk mil                                                    | C6679                                                     | 116-8992                     |
| 59°5′53.6″N,17°41′33.2″E    | 59°5′53.6″N,17°41′33.2″E    | Södertäljeleden vid Brandalsund                           | Södertäljeleden vid Brandalsund                           | Södertäljeleden vid Brandalsund                                  | Södertäljeleden vid Brandalsund                           |                              |
|                             | Halvvägen                   | Fl(2) WRG 6s                                              | 3,5 meter                                                 | 7 nautisk mil                                                    | C6292                                                     | 116-10160                    |
| 60°12′3.2″N,18°41′43.4″E    | 60°12′3.2″N,18°41′43.4″E    | Farleden väster om Singö                                  | Farleden väster om Singö                                  | Farleden väster om Singö                                         | Farleden väster om Singö                                  |                              |
|                             | Hammarbyhamnen              | Fl R 3s                                                   | 4 meter                                                   | 2 nautisk mil                                                    | C6560.6                                                   |                              |
| 59°18′28.9″N,18°6′0.7″E     | 59°18′28.9″N,18°6′0.7″E     | Hammarbyleden genom Hammarby sjö                          | Hammarbyleden genom Hammarby sjö                          | Hammarbyleden genom Hammarby sjö                                 | Hammarbyleden genom Hammarby sjö                          |                              |
|                             | Harkö                       | Q WRG                                                     | 4,7 meter                                                 | 5 nautisk mil                                                    | C6378                                                     | 116-10092                    |
| 59°45′38.34″N,18°45′35.76″E | 59°45′38.34″N,18°45′35.76″E | Norrtäljeleden vid Norrtälje                              | Norrtäljeleden vid Norrtälje                              | Norrtäljeleden vid Norrtälje                                     | Norrtäljeleden vid Norrtälje                              |                              |
|                             | Hensviksudde                | Fl WRG 3s                                                 | 3,5 meter                                                 | 5 nautisk mil                                                    | C6314                                                     | 116-10116                    |
| 60°8′40.4″N,18°37′59″E      | 60°8′40.4″N,18°37′59″E      | Farlederna till Hallstavik och Hargshamn                  | Farlederna till Hallstavik och Hargshamn                  | Farlederna till Hallstavik och Hargshamn                         | Farlederna till Hallstavik och Hargshamn                  |                              |
|                             | Horssten                    | Fl(4) WRG 12s (occas)                                     | 8,7 meter                                                 | 6 nautisk mil                                                    | C6463.5                                                   | 116-9076                     |
| 59°18′6.7″N,19°8′2.2″E      | 59°18′6.7″N,19°8′2.2″E      | Passage över Horsstensfjärden                             | Passage över Horsstensfjärden                             | Passage över Horsstensfjärden                                    | Passage över Horsstensfjärden                             |                              |
|                             | Hummelkläpp                 | Iso WRG 4s                                                | 5,6 meter                                                 | 11 nautisk mil                                                   | C6648                                                     | 116-9260                     |
| 59°8′24.4″N,18°26′20.6″E    | 59°8′24.4″N,18°26′20.6″E    | Landsortsleden vid Dalarö                                 | Landsortsleden vid Dalarö                                 | Landsortsleden vid Dalarö                                        | Landsortsleden vid Dalarö                                 |                              |
|                             | Hundskärsknuv               | Fl WRG 3s                                                 | 9 meter                                                   | 8 nautisk mil                                                    | C6399                                                     | 116-9352                     |
| 59°35′52.4″N,19°7′33″E      | 59°35′52.4″N,19°7′33″E      | Farleden väster om Rödlöga                                | Farleden väster om Rödlöga                                | Farleden väster om Rödlöga                                       | Farleden väster om Rödlöga                                |                              |
|                             | Huvudskär                   | Mo(N) W 25s                                               | 26,3 meter                                                | 12 nautisk mil                                                   | C6576                                                     | 116-9040                     |
| 58°57′46.7″N,18°34′5.7″E    | 58°57′46.7″N,18°34′5.7″E    | Yttre gräns för Stockholms skärgård                       | Yttre gräns för Stockholms skärgård                       | Yttre gräns för Stockholms skärgård                              | Yttre gräns för Stockholms skärgård                       |                              |
|                             | Idskärskobben               | Fl WRG 3s (occas)                                         | 7 meter                                                   | 5 nautisk mil                                                    | C6395                                                     | 116-9628                     |
| 59°41′34.2″N,19°7′27.5″E    | 59°41′34.2″N,19°7′27.5″E    | Passagen från Gräsköfjärden in till Kapellskär            | Passagen från Gräsköfjärden in till Kapellskär            | Passagen från Gräsköfjärden in till Kapellskär                   | Passagen från Gräsköfjärden in till Kapellskär            |                              |
|                             | Ikorn                       | Fl(2) WRG 6s                                              | 7 meter                                                   | 10 nautisk mil                                                   | C6436                                                     | 116-9724                     |
| 59°29′20.1″N,18°29′32″E     | 59°29′20.1″N,18°29′32″E     | Furusundsleden vid Södra Ljusterö                         | Furusundsleden vid Södra Ljusterö                         | Furusundsleden vid Södra Ljusterö                                | Furusundsleden vid Södra Ljusterö                         |                              |
|                             | Jutholmen                   | Fl(2) WRG 6s                                              | 3 meter                                                   | 9 nautisk mil                                                    | C6640                                                     | 116-9264                     |
| 59°7′27.8″N,18°24′26.8″E    | 59°7′27.8″N,18°24′26.8″E    | Dalaröleden vid Dalarö                                    | Dalaröleden vid Dalarö                                    | Dalaröleden vid Dalarö                                           | Dalaröleden vid Dalarö                                    |                              |
|                             | Järnberget                  | Fl WRG 3s                                                 | 7,6 meter                                                 | 5 nautisk mil                                                    | C6376                                                     | 116-10072                    |
| 59°46′19.5″N,19°0′30.6″E    | 59°46′19.5″N,19°0′30.6″E    | Norrtäljeleden vid Norrtäljevikens mynning                | Norrtäljeleden vid Norrtäljevikens mynning                | Norrtäljeleden vid Norrtäljevikens mynning                       | Norrtäljeleden vid Norrtäljevikens mynning                |                              |
|                             | Järnklubben nedre           | Q R                                                       | 5,1 meter                                                 | 7,6 nautisk mil                                                  | C6279                                                     | 116-10008                    |
| 60°12′14.1″N,18°46′9.3″E    | 60°12′14.1″N,18°46′9.3″E    | Passage öster om Singö                                    | Passage öster om Singö                                    | Passage öster om Singö                                           | Passage öster om Singö                                    |                              |
|                             | Järnklubben övre            | Iso R 2s                                                  | 7,8 meter                                                 | 7,6 nautisk mil                                                  | C6279.1                                                   | 116-10012                    |
| 60°12′16.26″N,18°46′0.54″E  | 60°12′16.26″N,18°46′0.54″E  | Passage öster om Singö                                    | Passage öster om Singö                                    | Passage öster om Singö                                           | Passage öster om Singö                                    |                              |
|                             | Jössan                      | Iso WRG 4s                                                | 5,5 meter                                                 | 12 nautisk mil                                                   | C6260                                                     | 116-10188                    |
| 60°14′1.5″N,18°44′4.4″E     | 60°14′1.5″N,18°44′4.4″E     | Öregrundsleden norr om Singö                              | Öregrundsleden norr om Singö                              | Öregrundsleden norr om Singö                                     | Öregrundsleden norr om Singö                              |                              |
|                             | Kalvö                       | Fl(2) WRG 6s                                              | 16 meter                                                  | 6 nautisk mil                                                    | C6508                                                     | 116-9420                     |
| 59°22′25.8″N,18°36′51.4″E   | 59°22′25.8″N,18°36′51.4″E   | Sandhamnsleden vid Vindö                                  | Sandhamnsleden vid Vindö                                  | Sandhamnsleden vid Vindö                                         | Sandhamnsleden vid Vindö                                  |                              |
|                             | Kapellskär                  | Fl(4) WRG 12s                                             | 11 meter                                                  | 11 nautisk mil                                                   | C6412                                                     | 116-9608                     |
| 59°43′5.7″N,19°4′44.9″E     | 59°43′5.7″N,19°4′44.9″E     | Furusundsleden vid Kapellskär                             | Furusundsleden vid Kapellskär                             | Furusundsleden vid Kapellskär                                    | Furusundsleden vid Kapellskär                             |                              |
|                             | Klövholmen                  | Fl(2) WRG 6s                                              | 7 meter                                                   | 6,8 nautisk mil, 4,8 nautisk mil och 3,8 nautisk mil             | C6498                                                     | 116-9396                     |
| 59°22′18.72″N,18°45′8.16″E  | 59°22′18.72″N,18°45′8.16″E  | Sandhamnsleden över Kanholmsfjärden                       | Sandhamnsleden över Kanholmsfjärden                       | Sandhamnsleden över Kanholmsfjärden                              | Sandhamnsleden över Kanholmsfjärden                       |                              |
|                             | Kobussören nedre            | Iso WRG 4s                                                | 5,6 meter                                                 | 6 nautisk mil                                                    | C6377                                                     | 116-10080                    |
| 59°46′39.18″N,18°57′47.16″E | 59°46′39.18″N,18°57′47.16″E | Norrtäljeleden söder om Vätö                              | Norrtäljeleden söder om Vätö                              | Norrtäljeleden söder om Vätö                                     | Norrtäljeleden söder om Vätö                              |                              |
|                             | Kobussören övre             | Q W                                                       | 11 meter                                                  | 6 nautisk mil                                                    | C6377.1                                                   | 116-10084                    |
| 59°46′39″N,18°58′18.36″E    | 59°46′39″N,18°58′18.36″E    | Norrtäljeleden söder om Vätö                              | Norrtäljeleden söder om Vätö                              | Norrtäljeleden söder om Vätö                                     | Norrtäljeleden söder om Vätö                              |                              |
|                             | Kofoten                     | Fl WRG 3s                                                 | 6,4 meter                                                 | 6 nautisk mil                                                    | C6664                                                     | 116-9296                     |
| 59°13′24.8″N,18°37′5.9″E    | 59°13′24.8″N,18°37′5.9″E    | Landsortsleden över Nämdöfjärden                          | Landsortsleden över Nämdöfjärden                          | Landsortsleden över Nämdöfjärden                                 | Landsortsleden över Nämdöfjärden                          |                              |
|                             | Kofotsgrund                 | IVQ WRG 9s                                                | 7,2 meter                                                 | 6 nautisk mil                                                    | C6662                                                     | 116-9292                     |
| 59°13′4.2″N,18°36′50.3″E    | 59°13′4.2″N,18°36′50.3″E    | Landsortsleden över Nämdöfjärden                          | Landsortsleden över Nämdöfjärden                          | Landsortsleden över Nämdöfjärden                                 | Landsortsleden över Nämdöfjärden                          |                              |
|                             | Kolguskär                   | Fl(2) WRG 6s                                              | 10 meter                                                  | 9 nautisk mil                                                    | C6675.8                                                   | 116-8900                     |
| 58°48′7.9″N,17°46′35″E      | 58°48′7.9″N,17°46′35″E      | Södertäljeleden vid Torö                                  | Södertäljeleden vid Torö                                  | Södertäljeleden vid Torö                                         | Södertäljeleden vid Torö                                  |                              |
|                             | Koön                        | Q W (occas)                                               | 1,5 meter                                                 | 3 nautisk mil                                                    | C6625.4                                                   | 116-9224                     |
| 59°7′5.9″N,18°19′37.6″E     | 59°7′5.9″N,18°19′37.6″E     | Inloppet till Väsbyfjärden vid Björnö                     | Inloppet till Väsbyfjärden vid Björnö                     | Inloppet till Väsbyfjärden vid Björnö                            | Inloppet till Väsbyfjärden vid Björnö                     |                              |
|                             | Kungshamn                   | Fl WRG 3s                                                 | 6,9 meter                                                 | 6 nautisk mil                                                    | C6549                                                     | 116-9528                     |
| 59°20′4.5″N,18°12′32.9″E    | 59°20′4.5″N,18°12′32.9″E    | Furusundsleden vid Nacka                                  | Furusundsleden vid Nacka                                  | Furusundsleden vid Nacka                                         | Furusundsleden vid Nacka                                  |                              |
|                             | Kycklingen                  | Iso WRG 4s                                                | 10,5 meter                                                | 10 nautisk mil                                                   | C6628                                                     | 116-9216                     |
| 59°6′23.8″N,18°22′22.1″E    | 59°6′23.8″N,18°22′22.1″E    | Dalaröleden vid Dalarö skans                              | Dalaröleden vid Dalarö skans                              | Dalaröleden vid Dalarö skans                                     | Dalaröleden vid Dalarö skans                              |                              |
|                             | Kälsholmen                  | Iso WRG 4s                                                | 2,8 meter                                                 | 9,7 nautisk mil                                                  | C6298                                                     | 116-10136                    |
| 60°9′37.4″N,18°32′3.2″E     | 60°9′37.4″N,18°32′3.2″E     | Farleden till Hargshamn                                   | Farleden till Hargshamn                                   | Farleden till Hargshamn                                          | Farleden till Hargshamn                                   |                              |
|                             | Käringhällan                | Fl(2) G 6s                                                | 7,5 meter                                                 | 6 nautisk mil                                                    | C6676.6                                                   | 116-8906                     |
| 58°49′57.2″N,17°43′39.1″E   | 58°49′57.2″N,17°43′39.1″E   | Södertäljeleden vid Fifång                                | Södertäljeleden vid Fifång                                | Södertäljeleden vid Fifång                                       | Södertäljeleden vid Fifång                                |                              |
|                             | Lagnögrund                  | Fl(3) WRG 4s                                              | 6,5 meter                                                 | 9 nautisk mil                                                    | C6571                                                     | 116-9492                     |
| 59°21′30.96″N,18°24′54.18″E | 59°21′30.96″N,18°24′54.18″E | Furusundsleden vid Norra Lagnö                            | Furusundsleden vid Norra Lagnö                            | Furusundsleden vid Norra Lagnö                                   | Furusundsleden vid Norra Lagnö                            |                              |
|                             | Landsort                    | Fl(1+4) W 60s och Oc WRG 10s                              | 44,5 meter och 28 meter                                   | 22 nautisk mil och 14 nautisk mil                                | C6584                                                     | 116-9012                     |
| 58°44′22.5″N,17°51′56.4″E   | 58°44′22.5″N,17°51′56.4″E   | Landsortsledens och Södertäljeledens angöring             | Landsortsledens och Södertäljeledens angöring             | Landsortsledens och Södertäljeledens angöring                    | Landsortsledens och Södertäljeledens angöring             |                              |
|                             | Landsort Bredgrund          | Iso WRG 4s, Racon(B)                                      | 18,5 meter                                                | 16 nautisk mil                                                   | C6583.6                                                   | 116-9008                     |
| 58°43′51.4″N,17°52′29″E     | 58°43′51.4″N,17°52′29″E     | Landsortsleden vid Landsort                               | Landsortsleden vid Landsort                               | Landsortsleden vid Landsort                                      | Landsortsleden vid Landsort                               |                              |
|                             | Lerskärsgrund               | Fl(3) WRG 9s                                              | 11,8 meter                                                | 13 nautisk mil                                                   | C6390                                                     | 116-9588                     |
| 59°44′19.5″N,19°13′28.9″E   | 59°44′19.5″N,19°13′28.9″E   | Furusundsleden vid Fejan                                  | Furusundsleden vid Fejan                                  | Furusundsleden vid Fejan                                         | Furusundsleden vid Fejan                                  |                              |
|                             | Lerviksudde                 | Fl(2) WRG 6s                                              | 3 meter                                                   | 10 nautisk mil                                                   | C6450                                                     | 116-9732                     |
| 59°27′10.4″N,18°23′14.6″E   | 59°27′10.4″N,18°23′14.6″E   | Lerviksleden vid Trälhavet                                | Lerviksleden vid Trälhavet                                | Lerviksleden vid Trälhavet                                       | Lerviksleden vid Trälhavet                                |                              |
|                             | Libertus                    | Fl(3) WRG 9s                                              | 6,5 meter                                                 | 5 nautisk mil                                                    | C6550                                                     | 116-9548                     |
| 59.33219444°N,18.17677778°E | 59.33219444°N,18.17677778°E | Lilla Värtan vid Fjäderholmarna                           | Lilla Värtan vid Fjäderholmarna                           | Lilla Värtan vid Fjäderholmarna                                  | Lilla Värtan vid Fjäderholmarna                           |                              |
|                             | Nya Lidingöbron             | Q W                                                       | 3 meter                                                   |                                                                  | C6553                                                     |                              |
| 59°21′30.9″N,18°6′27.5″E    | 59°21′30.9″N,18°6′27.5″E    | Passage under Lidingöbron                                 | Passage under Lidingöbron                                 | Passage under Lidingöbron                                        | Passage under Lidingöbron                                 |                              |
|                             | Lindalen nedre              | Iso WRG 4s                                                | 2,5 meter                                                 | 6 nautisk mil                                                    | C6518                                                     | 116-9448                     |
| 59°25′18″N,18°29′7.9″E      | 59°25′18″N,18°29′7.9″E      | Farleden genom Lindalssundet                              | Farleden genom Lindalssundet                              | Farleden genom Lindalssundet                                     | Farleden genom Lindalssundet                              |                              |
|                             | Lindalen övre               | Q W                                                       | 12,8 meter                                                | 9,2 nautisk mil                                                  | C6518.1                                                   | 116-9452                     |
| 59°25′14.4″N,18°30′4.7″E    | 59°25′14.4″N,18°30′4.7″E    | Farleden genom Lindalssundet                              | Farleden genom Lindalssundet                              | Farleden genom Lindalssundet                                     | Farleden genom Lindalssundet                              |                              |
|                             | Lilla Bergholmen            | Q W (occas)                                               | 5 meter                                                   |                                                                  | C6543                                                     | 116-9540                     |
| 59°23′27.3″N,18°5′53.3″E    | 59°23′27.3″N,18°5′53.3″E    | Passage mellan Djursholm och Lidingö                      | Passage mellan Djursholm och Lidingö                      | Passage mellan Djursholm och Lidingö                             | Passage mellan Djursholm och Lidingö                      |                              |
|                             | Lilla Höggarnsbank          | Q R                                                       | 6,7 meter                                                 | 4,6 nautisk mil                                                  | C6545.2                                                   | 116-9516                     |
| 59°21′56.3″N,18°16′7.4″E    | 59°21′56.3″N,18°16′7.4″E    | Furusundsleden vid Elfvik                                 | Furusundsleden vid Elfvik                                 | Furusundsleden vid Elfvik                                        | Furusundsleden vid Elfvik                                 |                              |
|                             | Lunsen                      | Q WRG                                                     | 6,8 meter                                                 | 9 nautisk mil                                                    | C6426                                                     | 116-9664                     |
| 59°34′29.5″N,18°41′3.1″E    | 59°34′29.5″N,18°41′3.1″E    | Furusundsleden vid Vättersö                               | Furusundsleden vid Vättersö                               | Furusundsleden vid Vättersö                                      | Furusundsleden vid Vättersö                               |                              |
|                             | Långgarn                    | Fl(3) WRG 9s                                              | 6 meter                                                   | 6 nautisk mil                                                    | C6623                                                     | 116-9204                     |
| 59°4′24.4″N,18°17′54.8″E    | 59°4′24.4″N,18°17′54.8″E    | Dalaröleden vid Gålö                                      | Dalaröleden vid Gålö                                      | Dalaröleden vid Gålö                                             | Dalaröleden vid Gålö                                      |                              |
|                             | Långholmen                  | Iso WRG 4s                                                | 6,4 meter                                                 | 6 nautisk mil                                                    | C6672                                                     | 116-9312                     |
| 59°18′17.8″N,18°45′32.6″E   | 59°18′17.8″N,18°45′32.6″E   | Landsortsleden norr om Runmarö                            | Landsortsleden norr om Runmarö                            | Landsortsleden norr om Runmarö                                   | Landsortsleden norr om Runmarö                            |                              |
|                             | Långöskär                   | Q W                                                       | 9 meter                                                   | 10 nautisk mil                                                   | C6298.1                                                   | 116-10140                    |
| 60°9′37.5″N,18°30′59.2″E    | 60°9′37.5″N,18°30′59.2″E    | Farleden till Hargshamn                                   | Farleden till Hargshamn                                   | Farleden till Hargshamn                                          | Farleden till Hargshamn                                   |                              |
|                             | Magarna                     | Fl(3) WRG 9s                                              | 4,3 meter                                                 | 6 nautisk mil                                                    | C6504                                                     | 116-9408                     |
| 59°22′47.8″N,18°39′19.5″E   | 59°22′47.8″N,18°39′19.5″E   | Sandhamnsleden vid Vindö                                  | Sandhamnsleden vid Vindö                                  | Sandhamnsleden vid Vindö                                         | Sandhamnsleden vid Vindö                                  |                              |
|                             | Marö Udde                   | Fl WRG 5s                                                 | 5,5 meter                                                 | 10 nautisk mil                                                   | C6416                                                     | 116-9632                     |
| 59°42′10.3″N,19°3′38.8″E    | 59°42′10.3″N,19°3′38.8″E    | Furusundsleden vid Kapellskär                             | Furusundsleden vid Kapellskär                             | Furusundsleden vid Kapellskär                                    | Furusundsleden vid Kapellskär                             |                              |
|                             | Mellgrundsknuv              | Q WRG (occas)                                             | 7,5 meter                                                 | 5 nautisk mil                                                    | C6400                                                     | 116-9356                     |
| 59°36′27.1″N,19°3′33″E      | 59°36′27.1″N,19°3′33″E      | Passage mellan Söderöra och Svartlöga                     | Passage mellan Söderöra och Svartlöga                     | Passage mellan Söderöra och Svartlöga                            | Passage mellan Söderöra och Svartlöga                     |                              |
|                             | Mellankobben                | Q Y (occas)                                               | 2 meter                                                   | 2 nautisk mil                                                    | C6649                                                     | 116-9250                     |
| 59°7′0.5″N,18°26′29.1″E     | 59°7′0.5″N,18°26′29.1″E     | Passage öster om Mickelsland vid Dalarö                   | Passage öster om Mickelsland vid Dalarö                   | Passage öster om Mickelsland vid Dalarö                          | Passage öster om Mickelsland vid Dalarö                   |                              |
|                             | Mjölkö                      | Fl(2) WRG 6s                                              | 4 meter                                                   | 10 nautisk mil                                                   | C6446                                                     | 116-9704                     |
| 59°27′23.9″N,18°25′39.2″E   | 59°27′23.9″N,18°25′39.2″E   | Furusundsleden vid Saxarfjärden                           | Furusundsleden vid Saxarfjärden                           | Furusundsleden vid Saxarfjärden                                  | Furusundsleden vid Saxarfjärden                           |                              |
|                             | Morsken                     | Fl(3) WRG 8s                                              | 11,6 meter                                                | 6 nautisk mil                                                    | C6402                                                     | 116-9348                     |
| 59°30′52.5″N,19°5′18.9″E    | 59°30′52.5″N,19°5′18.9″E    | Kudoxaleden vid Kallskär                                  | Kudoxaleden vid Kallskär                                  | Kudoxaleden vid Kallskär                                         | Kudoxaleden vid Kallskär                                  |                              |
|                             | Mysingeholm                 | Iso WRG 4s                                                | 8 meter                                                   | 10 nautisk mil, 7 nautisk mil, 4,8 nautisk mil och 4 nautisk mil | C6619                                                     | 116-9196                     |
| 59°0′10.5″N,18°15′28.3″E    | 59°0′10.5″N,18°15′28.3″E    | Landsortsleden över Mysingen                              | Landsortsleden över Mysingen                              | Landsortsleden över Mysingen                                     | Landsortsleden över Mysingen                              |                              |
|                             | Måsknuv                     | Mo(A) WRG 8s                                              | 13,5 meter                                                | 13 nautisk mil                                                   | C6596                                                     | 116-9152                     |
| 58°51′25.1″N,18°0′54.1″E    | 58°51′25.1″N,18°0′54.1″E    | Landsortsleden vid Mälsten                                | Landsortsleden vid Mälsten                                | Landsortsleden vid Mälsten                                       | Landsortsleden vid Mälsten                                |                              |
|                             | Norra Kanholmen             | Q R                                                       | 4,6 meter                                                 | 3,5 nautisk mil                                                  | C6502                                                     | 116-9392                     |
| 59°22′10.8″N,18°44′40.7″E   | 59°22′10.8″N,18°44′40.7″E   | Sandhamnsleden vid Kanholmsfjärden                        | Sandhamnsleden vid Kanholmsfjärden                        | Sandhamnsleden vid Kanholmsfjärden                               | Sandhamnsleden vid Kanholmsfjärden                        |                              |
|                             | Norra Lerskäret             | Q WRG                                                     | 5 meter                                                   | 9 nautisk mil                                                    | C6389                                                     | 116-9592                     |
| 59°44′16.3″N,19°14′6.3″E    | 59°44′16.3″N,19°14′6.3″E    | Furusundsleden vid Fejan                                  | Furusundsleden vid Fejan                                  | Furusundsleden vid Fejan                                         | Furusundsleden vid Fejan                                  |                              |
|                             | Norrskären                  | Fl G 3s                                                   | 8,5 meter                                                 | 2,4 nautisk mil                                                  | C6387.2                                                   | 116-9581                     |
| 59°46′11.4″N,19°18′10.8″E   | 59°46′11.4″N,19°18′10.8″E   | Furusundsleden norr om Söderarm                           | Furusundsleden norr om Söderarm                           | Furusundsleden norr om Söderarm                                  | Furusundsleden norr om Söderarm                           |                              |
|                             | Notholmen                   | Fl WRG 3s                                                 | 3 meter                                                   | 9,8 nautisk mil, 7,4 nautisk mil och 6,2 nautisk mil             | C6678                                                     | 116-8980                     |
| 59°3′16.1″N,17°41′5.2″E     | 59°3′16.1″N,17°41′5.2″E     | Södertäljeleden utanför Järna                             | Södertäljeleden utanför Järna                             | Södertäljeleden utanför Järna                                    | Södertäljeleden utanför Järna                             |                              |
|                             | Nygrund                     | Fl(4) G 12s                                               | 9 meter                                                   | 5,4 nautisk mil                                                  | C6388.5                                                   | 116-9584                     |
| 59°45′2.8″N,19°15′38.8″E    | 59°45′2.8″N,19°15′38.8″E    | Furusundsleden norr om Söderarm                           | Furusundsleden norr om Söderarm                           | Furusundsleden norr om Söderarm                                  | Furusundsleden norr om Söderarm                           |                              |
|                             | Nykvarnsgrund               | Q WRG                                                     | 6 meter                                                   | 9 nautisk mil                                                    | C6442                                                     | 116-9692                     |
| 59°30′33.8″N,18°29′32.3″E   | 59°30′33.8″N,18°29′32.3″E   | Furusundsleden vid Bammarboda                             | Furusundsleden vid Bammarboda                             | Furusundsleden vid Bammarboda                                    | Furusundsleden vid Bammarboda                             |                              |
|                             | Nykvarnsholmen              | Iso WRG 4s                                                | 5,5 meter                                                 | 9 nautisk mil                                                    | C6440                                                     | 116-9688                     |
| 59°30′42.4″N,18°29′38.3″E   | 59°30′42.4″N,18°29′38.3″E   | Furusundsleden vid Bammarboda                             | Furusundsleden vid Bammarboda                             | Furusundsleden vid Bammarboda                                    | Furusundsleden vid Bammarboda                             |                              |
|                             | Nyvarp                      | Fl WRG 3s                                                 | 5 meter                                                   | 6 nautisk mil                                                    | C6516                                                     | 116-9436                     |
| 59°24′15.8″N,18°31′24.3″E   | 59°24′15.8″N,18°31′24.3″E   | Sandhamnsleden vid Värmdö                                 | Sandhamnsleden vid Värmdö                                 | Sandhamnsleden vid Värmdö                                        | Sandhamnsleden vid Värmdö                                 |                              |
|                             | Näskubben                   | Fl(3) WRG 9s                                              | 10 meter                                                  | 9 nautisk mil                                                    | C6366                                                     | 116-10036                    |
| 59°52′32.8″N,19°4′58.8″E    | 59°52′32.8″N,19°4′58.8″E    | Simpnäsleden vid Simpnäs                                  | Simpnäsleden vid Simpnäs                                  | Simpnäsleden vid Simpnäs                                         | Simpnäsleden vid Simpnäs                                  |                              |
|                             | Näsudden                    | Q W (occas)                                               | 2 meter                                                   | 3 nautisk mil                                                    | C6620.4                                                   | 116-9201                     |
| 58°57′57.4″N,18°17′38.4″E   | 58°57′57.4″N,18°17′38.4″E   | På Näsudden vid inloppet till Kyrkviken Utö               | På Näsudden vid inloppet till Kyrkviken Utö               | På Näsudden vid inloppet till Kyrkviken Utö                      | På Näsudden vid inloppet till Kyrkviken Utö               |                              |
|                             | Ormön                       | Iso RG 3s                                                 | 3,2 meter                                                 | 3,8 nautisk mil                                                  | C6306                                                     |                              |
| 60°8′43.5″N,18°32′38.8″E    | 60°8′43.5″N,18°32′38.8″E    | Farleden till Hallstavik                                  | Farleden till Hallstavik                                  | Farleden till Hallstavik                                         | Farleden till Hallstavik                                  |                              |
|                             | Ormösundet Norra            | Fl WRG 3s                                                 | 3,8 meter                                                 | 7 nautisk mil                                                    | C6302                                                     | 116-10132                    |
| 60°8′58.2″N,18°32′15.9″E    | 60°8′58.2″N,18°32′15.9″E    | Farleden till Hallstavik                                  | Farleden till Hallstavik                                  | Farleden till Hallstavik                                         | Farleden till Hallstavik                                  |                              |
|                             | Ormösundet Södra            | Fl WRG 3s                                                 | 2,3 meter                                                 | 7 nautisk mil                                                    | C6304                                                     | 116-10128                    |
| 60°8′33.1″N,18°32′37.8″E    | 60°8′33.1″N,18°32′37.8″E    | Farleden till Hallstavik                                  | Farleden till Hallstavik                                  | Farleden till Hallstavik                                         | Farleden till Hallstavik                                  |                              |
|                             | Ormösundshällan             | Q RG                                                      | 5 meter                                                   | 3,8 nautisk mil                                                  | C6307                                                     | 116-10124                    |
| 60°8′27.4″N,18°32′51.8″E    | 60°8′27.4″N,18°32′51.8″E    | Farleden till Hallstavik                                  | Farleden till Hallstavik                                  | Farleden till Hallstavik                                         | Farleden till Hallstavik                                  |                              |
|                             | Peskobben                   | F W (occas)                                               | 6 meter                                                   | 3 nautisk mil                                                    | C6466                                                     | 116-9054                     |
| 59°9′40.9″N,18°49′23.9″E    | 59°9′40.9″N,18°49′23.9″E    | Passage mellan Långviksskär och Hallskär                  | Passage mellan Långviksskär och Hallskär                  | Passage mellan Långviksskär och Hallskär                         | Passage mellan Långviksskär och Hallskär                  |                              |
|                             | Piltholmsknall              | Fl(2) WRG 6s                                              | 7 meter                                                   | 8 nautisk mil                                                    | C6650                                                     | 116-9262                     |
| 59°8′34.8″N,18°27′50.5″E    | 59°8′34.8″N,18°27′50.5″E    | Landsortsleden vid Jungfrufjärden                         | Landsortsleden vid Jungfrufjärden                         | Landsortsleden vid Jungfrufjärden                                | Landsortsleden vid Jungfrufjärden                         |                              |
|                             | Prickgrundet                | Fl(3) WRG 9s                                              | 5,2 meter                                                 | 5 nautisk mil                                                    | C6472                                                     | 116-9080                     |
| 59°17′7.8″N,18°55′48.4″E    | 59°17′7.8″N,18°55′48.4″E    | Inloppet till Sandhamn                                    | Inloppet till Sandhamn                                    | Inloppet till Sandhamn                                           | Inloppet till Sandhamn                                    |                              |
|                             | Prästkobben                 | Q WRG (occass)                                            | 9,6 meter                                                 | 5 nautisk mil                                                    | C6462                                                     | 116-9328                     |
| 59°23′51″N,19°10′50.8″E     | 59°23′51″N,19°10′50.8″E     | Passage mellan Björkskär och Nassa skärgårdar             | Passage mellan Björkskär och Nassa skärgårdar             | Passage mellan Björkskär och Nassa skärgårdar                    | Passage mellan Björkskär och Nassa skärgårdar             |                              |
|                             | Pålkobb                     | Fl(4) WRG 10s                                             | 10,2 meter                                                | 8 nautisk mil                                                    | C6406                                                     | 116-9336                     |
| 59°24′40.1″N,18°54′20.8″E   | 59°24′40.1″N,18°54′20.8″E   | Kudoxaleden vid Möja                                      | Kudoxaleden vid Möja                                      | Kudoxaleden vid Möja                                             | Kudoxaleden vid Möja                                      |                              |
|                             | Ramsholmen                  | Fl(2) G 6s                                                | 7,5 meter                                                 | 2,8 nautisk mil                                                  | C6677.1                                                   | 116-8962                     |
| 58°52′36.42″N,17°43′10.08″E | 58°52′36.42″N,17°43′10.08″E | Södertäljeleden vid Fifång                                | Södertäljeleden vid Fifång                                | Södertäljeleden vid Fifång                                       | Södertäljeleden vid Fifång                                |                              |
|                             | Regarn                      | Iso WRG 4s                                                | 6 meter                                                   | 6 nautisk mil                                                    | C6677.81                                                  | 116-8976                     |
| 58°57′50.9″N,17°43′28.6″E   | 58°57′50.9″N,17°43′28.6″E   | Södertäljeleden vid Lisö                                  | Södertäljeleden vid Lisö                                  | Södertäljeleden vid Lisö                                         | Södertäljeleden vid Lisö                                  |                              |
|                             | Remmargrund                 | LFl WRG 8s, Racon(M)                                      | 20 meter                                                  | 13 nautisk mil                                                   | C6387                                                     | 116-9580                     |
| 59°45′31.4″N,19°19′0.6″E    | 59°45′31.4″N,19°19′0.6″E    | Furusundsleden vid Söderarm                               | Furusundsleden vid Söderarm                               | Furusundsleden vid Söderarm                                      | Furusundsleden vid Söderarm                               |                              |
|                             | Remmargrundets Norra        | Iso W 4s                                                  | 8,5 meter                                                 | 3,8 nautisk mil                                                  | C6386.9                                                   | 116-9578                     |
| 59°45′52.1″N,19°19′2.2″E    | 59°45′52.1″N,19°19′2.2″E    | Furusundsleden vid Söderarm                               | Furusundsleden vid Söderarm                               | Furusundsleden vid Söderarm                                      | Furusundsleden vid Söderarm                               |                              |
|                             | Revengegrundet              | LFl(2) WRG 18s, Racon(RT)                                 | 20,5 meter                                                | 16 nautisk mil                                                   | C6470                                                     | 116-9060                     |
| 59°15′3.4″N,19°0′46.2″E     | 59°15′3.4″N,19°0′46.2″E     | Sandhamnsleden utanför Sandhamn                           | Sandhamnsleden utanför Sandhamn                           | Sandhamnsleden utanför Sandhamn                                  | Sandhamnsleden utanför Sandhamn                           |                              |
|                             | Riksdalerskäret             | Fl(2) WRG 6s                                              | 4 meter                                                   | 9 nautisk mil                                                    | C6636                                                     | 116-9248                     |
| 59°7′14.4″N,18°25′35.1″E    | 59°7′14.4″N,18°25′35.1″E    | Landsortsleden vid Dalarö                                 | Landsortsleden vid Dalarö                                 | Landsortsleden vid Dalarö                                        | Landsortsleden vid Dalarö                                 |                              |
|                             | Oxdjupet Västra             | Q RG                                                      | 5,2 meter                                                 | 4 nautisk mil                                                    | C6534                                                     | 116-9444                     |
| 59°23′56.9″N,18°26′14.3″E   | 59°23′56.9″N,18°26′14.3″E   | Passage genom Oxdjupet                                    | Passage genom Oxdjupet                                    | Passage genom Oxdjupet                                           | Passage genom Oxdjupet                                    |                              |
|                             | Runö                        | Fl WRG 3s                                                 | 6 meter                                                   | 9 nautisk mil                                                    | C6670                                                     | 116-9308                     |
| 59°17′47.1″N,18°42′54.4″E   | 59°17′47.1″N,18°42′54.4″E   | Landsortsleden vid Stavsnäs                               | Landsortsleden vid Stavsnäs                               | Landsortsleden vid Stavsnäs                                      | Landsortsleden vid Stavsnäs                               |                              |
|                             | Ryssmasterna                | Fl WRG 6s                                                 | 3,3 meter                                                 | 10 nautisk mil                                                   | C6432                                                     | 116-9680                     |
| 59°31′53.8″N,18°32′52″E     | 59°31′53.8″N,18°32′52″E     | Furusundsleden vid Norra Ljusterö                         | Furusundsleden vid Norra Ljusterö                         | Furusundsleden vid Norra Ljusterö                                | Furusundsleden vid Norra Ljusterö                         |                              |
|                             | Råstensudde                 | Fl WRG 3s                                                 | 9 meter                                                   | 9 nautisk mil                                                    | C6278                                                     | 116-10172                    |
| 60°13′18.3″N,18°43′41.9″E   | 60°13′18.3″N,18°43′41.9″E   | Passage norr om Singö                                     | Passage norr om Singö                                     | Passage norr om Singö                                            | Passage norr om Singö                                     |                              |
|                             | Rökogrundet                 | Q WRG                                                     | 10 meter                                                  | 9 nautisk mil                                                    | C6675.4                                                   | 116-8892                     |
| 58°47′8.6″N,17°46′37.7″E    | 58°47′8.6″N,17°46′37.7″E    | Södertäljeleden vid Krabbfjärden                          | Södertäljeleden vid Krabbfjärden                          | Södertäljeleden vid Krabbfjärden                                 | Södertäljeleden vid Krabbfjärden                          |                              |
|                             | Sandgrundet                 | Fl WRG 3s                                                 | 3,6 meter                                                 | 5 nautisk mil, 3,4 nautisk mil och 2,6 nautisk mil               | C6528                                                     | 116-9472                     |
| 59°23′45.3″N,18°21′42.7″E   | 59°23′45.3″N,18°21′42.7″E   | Farleden genom Vaxholm                                    | Farleden genom Vaxholm                                    | Farleden genom Vaxholm                                           | Farleden genom Vaxholm                                    |                              |
|                             | Sandhamn                    | Oc WRG 30s                                                | 10 meter                                                  | 11 nautisk mil                                                   | C6472.1                                                   | 116-9084                     |
| 59°17′23.8″N,18°54′53.9″E   | 59°17′23.8″N,18°54′53.9″E   | Sundet mellan Sandön och Telegrafholmen                   | Sundet mellan Sandön och Telegrafholmen                   | Sundet mellan Sandön och Telegrafholmen                          | Sundet mellan Sandön och Telegrafholmen                   |                              |
|                             | Sandhamns Stångskär         | Iso WRG 4s                                                | 10,3 meter                                                | 8 nautisk mil                                                    | C6468                                                     | 116-9068                     |
| 59°16′38.46″N,19°0′0.18″E   | 59°16′38.46″N,19°0′0.18″E   | Sandhamnsleden vid Sandhamn                               | Sandhamnsleden vid Sandhamn                               | Sandhamnsleden vid Sandhamn                                      | Sandhamnsleden vid Sandhamn                               |                              |
|                             | Sandkullen                  | Iso WRG 4s                                                | 3,5 meter                                                 | 10 nautisk mil                                                   | C6434                                                     | 116-9696                     |
| 59°30′9″N,18°31′2.8″E       | 59°30′9″N,18°31′2.8″E       | Furusundsleden vid Ljusterö                               | Furusundsleden vid Ljusterö                               | Furusundsleden vid Ljusterö                                      | Furusundsleden vid Ljusterö                               |                              |
|                             | Sandö Sugga                 | Fl WRG 3s                                                 | 7,5 meter                                                 | 7,2 nautisk mil, 5 nautisk mil och 4,2 nautisk mil               | C6514                                                     | 116-9428                     |
| 59°23′2.4″N,18°34′17.5″E    | 59°23′2.4″N,18°34′17.5″E    | Sandhamnsleden vid Värmdö                                 | Sandhamnsleden vid Värmdö                                 | Sandhamnsleden vid Värmdö                                        | Sandhamnsleden vid Värmdö                                 |                              |
|                             | Sankhällan                  | Q WRG                                                     | 6,5 meter                                                 | 10 nautisk mil                                                   | C6677                                                     | 116-8960                     |
| 58°52′16.2″N,17°42′37.8″E   | 58°52′16.2″N,17°42′37.8″E   | Södertäljeleden vid Fifång                                | Södertäljeleden vid Fifång                                | Södertäljeleden vid Fifång                                       | Södertäljeleden vid Fifång                                |                              |
|                             | Segelholm                   | Fl(4) WRG 12s                                             | 3,2 meter                                                 | 9 nautisk mil                                                    | C6634                                                     | 116-9236                     |
| 59°6′48.2″N,18°24′35.2″E    | 59°6′48.2″N,18°24′35.2″E    | Landsortsleden vid Dalarö skans                           | Landsortsleden vid Dalarö skans                           | Landsortsleden vid Dalarö skans                                  | Landsortsleden vid Dalarö skans                           |                              |
|                             | Simpnäsgrynnan              | Iso WRG 2s                                                | 7 meter                                                   | 6 nautisk mil                                                    | C6371                                                     | 116-10044                    |
| 59°51′57.2″N,19°5′8″E       | 59°51′57.2″N,19°5′8″E       | Simpnäsleden vid Simpnäs                                  | Simpnäsleden vid Simpnäs                                  | Simpnäsleden vid Simpnäs                                         | Simpnäsleden vid Simpnäs                                  |                              |
|                             | Simpnäsklubb                | LFl WRG 8s, Racon(N)                                      | 20 meter                                                  | 10 nautisk mil                                                   | C6362                                                     | 116-9976                     |
| 59°53′34″N,19°4′47.8″E      | 59°53′34″N,19°4′47.8″E      | Simpnäsledens angöring                                    | Simpnäsledens angöring                                    | Simpnäsledens angöring                                           | Simpnäsledens angöring                                    |                              |
|                             | Singö Långör                | Fl WRG 3s                                                 | 6,8 meter                                                 | 6 nautisk mil                                                    | C6281                                                     | 116-10000                    |
| 60°10′51.9″N,18°47′49.8″E   | 60°10′51.9″N,18°47′49.8″E   | Farleden norr om Singö                                    | Farleden norr om Singö                                    | Farleden norr om Singö                                           | Farleden norr om Singö                                    |                              |
|                             | Singö Stångskär             | Fl(3) WRG 9s                                              | 6,4 meter                                                 | 7 nautisk mil                                                    | C6282                                                     | 116-10004                    |
| 60°11′41.28″N,18°47′36″E    | 60°11′41.28″N,18°47′36″E    | Farleden norr om Singö                                    | Farleden norr om Singö                                    | Farleden norr om Singö                                           | Farleden norr om Singö                                    |                              |
|                             | Skarpgrynnan                | Fl(2) G 6s                                                | 5 meter                                                   | 2 nautisk mil                                                    | C6291                                                     | 116-9996                     |
| 60°10′24.7″N,18°48′52.9″E   | 60°10′24.7″N,18°48′52.9″E   | Inloppet till Lotsudden på Singö                          | Inloppet till Lotsudden på Singö                          | Inloppet till Lotsudden på Singö                                 | Inloppet till Lotsudden på Singö                          |                              |
|                             | Skeppskobben                | F W (occas)                                               | 4,5 meter                                                 |                                                                  | C6583                                                     |                              |
| 59°7′28.8″N,18°46′16.2″E    | 59°7′28.8″N,18°46′16.2″E    | Fiskefyr mellan Biskopsön och Långviksskär                | Fiskefyr mellan Biskopsön och Långviksskär                | Fiskefyr mellan Biskopsön och Långviksskär                       | Fiskefyr mellan Biskopsön och Långviksskär                |                              |
|                             | Skjutholmen nedre           | Q W                                                       |                                                           |                                                                  | C6678.4                                                   | 116-8984                     |
| 59°5′31″N,17°39′5.6″E       | 59°5′31″N,17°39′5.6″E       | Södertäljeleden genom Brandalsund                         | Södertäljeleden genom Brandalsund                         | Södertäljeleden genom Brandalsund                                | Södertäljeleden genom Brandalsund                         |                              |
|                             | Skjutholmen övre            | Oc W 5s                                                   |                                                           | 4 nautisk mil                                                    | C6678.41                                                  |                              |
| 59°5′24.7″N,17°38′42.3″E    | 59°5′24.7″N,17°38′42.3″E    | Södertäljeleden genom Brandalsund                         | Södertäljeleden genom Brandalsund                         | Södertäljeleden genom Brandalsund                                | Södertäljeleden genom Brandalsund                         |                              |
|                             | Skogsskär                   | Fl(2) WRG 6s                                              | 8 meter                                                   | 7 nautisk mil                                                    | C6259.6                                                   | 116-10176                    |
| 60°13′57.3″N,18°45′59.04″E  | 60°13′57.3″N,18°45′59.04″E  | Farleden norr om Singö                                    | Farleden norr om Singö                                    | Farleden norr om Singö                                           | Farleden norr om Singö                                    |                              |
|                             | Skrapan                     | Fl(3) WRG 9s                                              | 12,5 meter                                                | 6,6 nautisk mil, 4,6 nautisk mil och 3,8 nautisk mil             | C6588                                                     | 116-9140                     |
| 58°47′21.5″N,17°58′23.1″E   | 58°47′21.5″N,17°58′23.1″E   | Landsortsleden vid Järflotta                              | Landsortsleden vid Järflotta                              | Landsortsleden vid Järflotta                                     | Landsortsleden vid Järflotta                              |                              |
|                             | Skötkobben                  | Q WRG                                                     | 7,6 meter                                                 | 9 nautisk mil                                                    | C6484                                                     | 116-9120                     |
| 59°17′10.9″N,18°53′38.9″E   | 59°17′10.9″N,18°53′38.9″E   | Sandhamnsleden vid Sandhamn                               | Sandhamnsleden vid Sandhamn                               | Sandhamnsleden vid Sandhamn                                      | Sandhamnsleden vid Sandhamn                               |                              |
|                             | Sköt-Rökan                  | Fl R 3s (occas)                                           | 21 meter                                                  | 3 nautisk mil                                                    | C6580                                                     | 116-9048                     |
| 59°0′49.7″N,18°31′1.1″E     | 59°0′49.7″N,18°31′1.1″E     | Fiskefyr vid Hanstensfjärden                              | Fiskefyr vid Hanstensfjärden                              | Fiskefyr vid Hanstensfjärden                                     | Fiskefyr vid Hanstensfjärden                              |                              |
|                             | Smörasken                   | Q W                                                       | 6 meter                                                   | 6,4 nautisk mil                                                  | C6481                                                     | 116-9112                     |
| 59°18′2.16″N,18°52′7.74″E   | 59°18′2.16″N,18°52′7.74″E   | Sandhamnsleden vid Eknö                                   | Sandhamnsleden vid Eknö                                   | Sandhamnsleden vid Eknö                                          | Sandhamnsleden vid Eknö                                   |                              |
|                             | Sollenkroka                 | Fl WRG 3s                                                 | 4,6 meter                                                 | 10 nautisk mil                                                   | C6506                                                     | 116-9404                     |
| 59°22′34.7″N,18°40′24.5″E   | 59°22′34.7″N,18°40′24.5″E   | Sandhamnsleden vid Vindö                                  | Sandhamnsleden vid Vindö                                  | Sandhamnsleden vid Vindö                                         | Sandhamnsleden vid Vindö                                  |                              |
|                             | Stabogrund                  | Q WRG                                                     | 5 meter                                                   | 9 nautisk mil                                                    | C6431                                                     | 116-9676                     |
| 59°33′35.3″N,18°37′39.9″E   | 59°33′35.3″N,18°37′39.9″E   | Furusundsleden vid Norra Ljusterö                         | Furusundsleden vid Norra Ljusterö                         | Furusundsleden vid Norra Ljusterö                                | Furusundsleden vid Norra Ljusterö                         |                              |
|                             | Staboudde                   | Fl(4) WRG 12s                                             | 3 meter                                                   | 9 nautisk mil                                                    | C6430                                                     | 116-9672                     |
| 59°33′44.6″N,18°37′45.7″E   | 59°33′44.6″N,18°37′45.7″E   | Furusundsleden vid Norra Ljusterö                         | Furusundsleden vid Norra Ljusterö                         | Furusundsleden vid Norra Ljusterö                                | Furusundsleden vid Norra Ljusterö                         |                              |
|                             | Stannkobben nedre           | Iso R 4s                                                  | 7,8 meter                                                 | 6,8 nautisk mil                                                  | C6476                                                     | 116-9096                     |
| 59°18′21.7″N,18°53′23.2″E   | 59°18′21.7″N,18°53′23.2″E   | Sandhamnsleden vid Sandhamn                               | Sandhamnsleden vid Sandhamn                               | Sandhamnsleden vid Sandhamn                                      | Sandhamnsleden vid Sandhamn                               |                              |
|                             | Stannkobben övre            | Q R                                                       | 20,8 meter                                                | 6 nautisk mil                                                    | C6476.1                                                   | 116-9100                     |
| 59°18′31.5″N,18°53′20.4″E   | 59°18′31.5″N,18°53′20.4″E   | Sandhamnsleden vid Sandhamn                               | Sandhamnsleden vid Sandhamn                               | Sandhamnsleden vid Sandhamn                                      | Sandhamnsleden vid Sandhamn                               |                              |
|                             | Stenholmen                  | Fl WRG 3s                                                 | 5,2 meter                                                 | 4 nautisk mil                                                    | C6642                                                     | 116-9252                     |
| 59°7′42.3″N,18°25′20.5″E    | 59°7′42.3″N,18°25′20.5″E    | Dalaröleden vid Dalarö                                    | Dalaröleden vid Dalarö                                    | Dalaröleden vid Dalarö                                           | Dalaröleden vid Dalarö                                    |                              |
|                             | Stenkobbsgrund              | Fl(2) WRG 6s                                              | 12,5 meter                                                | 8 nautisk mil                                                    | C6404                                                     | 116-9344                     |
| 59°25′49″N,18°57′8.5″E      | 59°25′49″N,18°57′8.5″E      | Kudoxaleden vid Lökaön                                    | Kudoxaleden vid Lökaön                                    | Kudoxaleden vid Lökaön                                           | Kudoxaleden vid Lökaön                                    |                              |
|                             | Stenskär                    | Fl WRG 3s                                                 | 10 meter                                                  | 10 nautisk mil                                                   | C6677.6                                                   | 116-8968                     |
| 58°54′21″N,17°42′47.4″E     | 58°54′21″N,17°42′47.4″E     | Södertäljeleden vid Mörkö                                 | Södertäljeleden vid Mörkö                                 | Södertäljeleden vid Mörkö                                        | Södertäljeleden vid Mörkö                                 |                              |
|                             | Stora Berteln               | Q W                                                       | 5 meter                                                   | 9 nautisk mil                                                    | C6522                                                     | 116-9456                     |
| 59°25′31.2″N,18°24′41″E     | 59°25′31.2″N,18°24′41″E     | Farleden genom Lindalssundet                              | Farleden genom Lindalssundet                              | Farleden genom Lindalssundet                                     | Farleden genom Lindalssundet                              |                              |
|                             | Stora Hästskär              | Fl(3) WRG 9s                                              |                                                           | 7 nautisk mil                                                    | C6485                                                     | 116-9134                     |
| 59°15′29″N,18°53′47.2″E     | 59°15′29″N,18°53′47.2″E     | Sandhamnsleden vid Sandhamn                               | Sandhamnsleden vid Sandhamn                               | Sandhamnsleden vid Sandhamn                                      | Sandhamnsleden vid Sandhamn                               |                              |
|                             | Stora Höggarnsbank          | Q WRG                                                     | 7,5 meter                                                 | 8 nautisk mil                                                    | C6539                                                     | 116-9512                     |
| 59°22′26.8″N,18°16′46.7″E   | 59°22′26.8″N,18°16′46.7″E   | Askrikefjärden och Furusundsleden genom Halvkakssundet    | Askrikefjärden och Furusundsleden genom Halvkakssundet    | Askrikefjärden och Furusundsleden genom Halvkakssundet           | Askrikefjärden och Furusundsleden genom Halvkakssundet    |                              |
|                             | Stora Möja                  | Q WRG                                                     | 6 meter                                                   | 8 nautisk mil                                                    | C6408                                                     | 116-9340                     |
| 59°24′45.5″N,18°54′7.1″E    | 59°24′45.5″N,18°54′7.1″E    | Kudoxaleden vid Möja                                      | Kudoxaleden vid Möja                                      | Kudoxaleden vid Möja                                             | Kudoxaleden vid Möja                                      |                              |
|                             | Storpelles Holme            | Q WRG                                                     | 8 meter                                                   | 5,4 nautisk mil, 3,6 nautisk mil och 2,8 nautisk mil             | C6587.7                                                   | 116-9024                     |
| 58°46′43.6″N,17°51′48″E     | 58°46′43.6″N,17°51′48″E     | Passage öster om Öja                                      | Passage öster om Öja                                      | Passage öster om Öja                                             | Passage öster om Öja                                      |                              |
|                             | Storvik                     | F WRG (occas)                                             | 5,5 meter                                                 | 5 nautisk mil                                                    | C6401                                                     | 116-9646                     |
| 59°35′29.5″N,18°54′44.4″E   | 59°35′29.5″N,18°54′44.4″E   | Inloppet till Storvik på Blidö                            | Inloppet till Storvik på Blidö                            | Inloppet till Storvik på Blidö                                   | Inloppet till Storvik på Blidö                            |                              |
|                             | Strömsviken nedre           | Q W                                                       | 6,5 meter                                                 | 8 nautisk mil                                                    | C6309                                                     | 116-10122                    |
| 60°6′28.3″N,18°34′48.9″E    | 60°6′28.3″N,18°34′48.9″E    | Farleden till Hallstavik                                  | Farleden till Hallstavik                                  | Farleden till Hallstavik                                         | Farleden till Hallstavik                                  |                              |
|                             | Strömsviken övre            | Fl(4) WRG 12s och Iso W 4s                                | 11,8 meter och 4,2 meter                                  | 8 nautisk mil och 5 nautisk mil                                  | C6309.1                                                   | 116-10123                    |
| 60°7′9.1″N,18°34′41.5″E     | 60°7′9.1″N,18°34′41.5″E     | Farleden till Hallstavik                                  | Farleden till Hallstavik                                  | Farleden till Hallstavik                                         | Farleden till Hallstavik                                  |                              |
|                             | Styrmannen                  | Fl WRG 3s                                                 | 4,7 meter                                                 | 5,8 nautisk mil, 4 nautisk mil och 3,2 nautisk mil               | C6600.1                                                   |                              |
| 58°53′3.3″N,17°48′54.1″E    | 58°53′3.3″N,17°48′54.1″E    | Sundet mellan Svärdsö och Lisö                            | Sundet mellan Svärdsö och Lisö                            | Sundet mellan Svärdsö och Lisö                                   | Sundet mellan Svärdsö och Lisö                            |                              |
|                             | Svartgrund                  | Iso WRG 4s                                                | 6 meter                                                   | 6 nautisk mil                                                    | C6482                                                     | 116-9128                     |
| 59°16′54.54″N,18°52′2.22″E  | 59°16′54.54″N,18°52′2.22″E  | Sandhamnsleden vid Sandhamn                               | Sandhamnsleden vid Sandhamn                               | Sandhamnsleden vid Sandhamn                                      | Sandhamnsleden vid Sandhamn                               |                              |
|                             | Svarthäll                   | Fl(2) WRG 6s                                              | 5 meter                                                   | 8 nautisk mil                                                    | C6677.4                                                   | 116-8956                     |
| 58°51′49.7″N,17°40′2.2″E    | 58°51′49.7″N,17°40′2.2″E    | Inloppet till Trosa                                       | Inloppet till Trosa                                       | Inloppet till Trosa                                              | Inloppet till Trosa                                       |                              |
|                             | Svartklubben                | LFl(2) WRG 15s, Racon(K)                                  | 19,5 meter                                                | 16 nautisk mil                                                   | C6290                                                     | 116-9992                     |
| 60°10′27.8″N,18°49′30″E     | 60°10′27.8″N,18°49′30″E     | Singös angöring                                           | Singös angöring                                           | Singös angöring                                                  | Singös angöring                                           |                              |
|                             | Svartlöga                   | Fl Y 5s (occas)                                           | 3 meter                                                   | 1 nautisk mil                                                    | C6399.5                                                   |                              |
| 59°34′49.14″N,19°4′7.98″E   | 59°34′49.14″N,19°4′7.98″E   | Passage norr om Svartlöga                                 | Passage norr om Svartlöga                                 | Passage norr om Svartlöga                                        | Passage norr om Svartlöga                                 |                              |
|                             | Svedjelandet nedre          | F G (occas)                                               | 4 meter                                                   |                                                                  | C6412.2                                                   | 116-9620                     |
| 59°43′25.08″N,19°3′59.13″E  | 59°43′25.08″N,19°3′59.13″E  | Inloppet till Kapellskär från Granhamnsfjärden            | Inloppet till Kapellskär från Granhamnsfjärden            | Inloppet till Kapellskär från Granhamnsfjärden                   | Inloppet till Kapellskär från Granhamnsfjärden            |                              |
|                             | Svedjelandet övre           | F G (occas)                                               | 6 meter                                                   |                                                                  | C6412.21                                                  | 116-9624                     |
| 59°43′24.97″N,19°3′43.96″E  | 59°43′24.97″N,19°3′43.96″E  | Inloppet till Kapellskär från Granhamnsfjärden            | Inloppet till Kapellskär från Granhamnsfjärden            | Inloppet till Kapellskär från Granhamnsfjärden                   | Inloppet till Kapellskär från Granhamnsfjärden            |                              |
|                             | Svedudden                   | Fl(4) WRG 12s                                             | 7 meter                                                   | 10 nautisk mil                                                   | C6373                                                     | 116-10060                    |
| 59°50′27.5″N,19°4′55″E      | 59°50′27.5″N,19°4′55″E      | Simpnäsleden vid Arholma                                  | Simpnäsleden vid Arholma                                  | Simpnäsleden vid Arholma                                         | Simpnäsleden vid Arholma                                  |                              |
|                             | Svenska Högarna             | LFl W 15s                                                 | 31 meter                                                  | 15 nautisk mil                                                   | C6460                                                     | 116-9968                     |
| 59°26′37.5″N,19°30′6.3″E    | 59°26′37.5″N,19°30′6.3″E    | Yttre gräns för Stockholms skärgård                       | Yttre gräns för Stockholms skärgård                       | Yttre gräns för Stockholms skärgård                              | Yttre gräns för Stockholms skärgård                       |                              |
|                             | Svängen                     | Q WRG                                                     | 14 meter                                                  | 12 nautisk mil                                                   | C6471.6                                                   | 116-9064                     |
| 59°16′11.8″N,18°58′28″E     | 59°16′11.8″N,18°58′28″E     | Sandhamnsleden vid Sandhamn                               | Sandhamnsleden vid Sandhamn                               | Sandhamnsleden vid Sandhamn                                      | Sandhamnsleden vid Sandhamn                               |                              |
|                             | Svärdsö                     | Q WRG                                                     | 5,2 meter                                                 | 4,4 nautisk mil, 2,8 nautisk mil och 2,2 nautisk mil             | C6600                                                     |                              |
| 58°52′44.9″N,17°49′1.9″E    | 58°52′44.9″N,17°49′1.9″E    | Sundet mellan Svärdsö och Lisö                            | Sundet mellan Svärdsö och Lisö                            | Sundet mellan Svärdsö och Lisö                                   | Sundet mellan Svärdsö och Lisö                            |                              |
|                             | Söderarm                    | Exting                                                    | 31,3 meter                                                | 16 nautisk mil                                                   | C6384                                                     | 116-9572                     |
| 59°45′10″N,19°24′21.5″E     | 59°45′10″N,19°24′21.5″E     | Furusundsledens angöring                                  | Furusundsledens angöring                                  | Furusundsledens angöring                                         | Furusundsledens angöring                                  |                              |
|                             | Söderhäll                   | Fl(3) WRG 9s                                              | 5,5 meter                                                 | 7 nautisk mil                                                    | C6620                                                     | 116-9200                     |
| 59°0′42.96″N,18°14′47.04″E  | 59°0′42.96″N,18°14′47.04″E  | Landsortsleden över Mysingen                              | Landsortsleden över Mysingen                              | Landsortsleden över Mysingen                                     | Landsortsleden över Mysingen                              |                              |
|                             | Södernäs                    | Fl WRG 3s                                                 | 6 meter                                                   | 5 nautisk mil                                                    | C6572                                                     | 116-9488                     |
| 59°21′42.8″N,18°27′8.6″E    | 59°21′42.8″N,18°27′8.6″E    | Furusundsleden vid Tynningö                               | Furusundsleden vid Tynningö                               | Furusundsleden vid Tynningö                                      | Furusundsleden vid Tynningö                               |                              |
|                             | Södra Bergholmen            | Fl WRG 3s                                                 | 7,5 meter                                                 | 4 nautisk mil                                                    | C6676.5                                                   | 116-8908                     |
| 58°49′52.4″N,17°45′20″E     | 58°49′52.4″N,17°45′20″E     | Södertäljeleden vid Fifång                                | Södertäljeleden vid Fifång                                | Södertäljeleden vid Fifång                                       | Södertäljeleden vid Fifång                                |                              |
|                             | Tegelhällan                 | Fl(2) WRG 6s                                              | 7 meter                                                   | 7 nautisk mil                                                    | C6669                                                     | 116-9368                     |
| 59°17′12.2″N,18°42′37.6″E   | 59°17′12.2″N,18°42′37.6″E   | Inloppet till Stavsnäs                                    | Inloppet till Stavsnäs                                    | Inloppet till Stavsnäs                                           | Inloppet till Stavsnäs                                    |                              |
|                             | Tiljandersknallt            | LFl(2) WRG 12s                                            | 14 meter                                                  | 10 nautisk mil                                                   | C6585                                                     | 116-9016                     |
| 58°45′29.8″N,17°49′34.7″E   | 58°45′29.8″N,17°49′34.7″E   | Södertäljeleden vid Öja                                   | Södertäljeleden vid Öja                                   | Södertäljeleden vid Öja                                          | Södertäljeleden vid Öja                                   |                              |
|                             | Tistelö                     | Fl(2) WRG 6s                                              | 6 meter                                                   | 5 nautisk mil                                                    | C6377.5                                                   | 116-10088                    |
| 59°46′37.2″N,18°50′58.8″E   | 59°46′37.2″N,18°50′58.8″E   | Norrtäljeleden genom Norrtäljeviken                       | Norrtäljeleden genom Norrtäljeviken                       | Norrtäljeleden genom Norrtäljeviken                              | Norrtäljeleden genom Norrtäljeviken                       |                              |
|                             | Tisterögrundet              | Fl(3) WRG 4s                                              | 6,2 meter                                                 | 9 nautisk mil                                                    | C6524.5                                                   | 116-9464                     |
| 59°25′51.5″N,18°23′29.8″E   | 59°25′51.5″N,18°23′29.8″E   | Furusundsleden vid Resarö                                 | Furusundsleden vid Resarö                                 | Furusundsleden vid Resarö                                        | Furusundsleden vid Resarö                                 |                              |
|                             | Tjockö                      | Q WRG                                                     | 6,5 meter                                                 | 9 nautisk mil                                                    | C6382                                                     | 116-9600                     |
| 59°45′19.6″N,19°6′10.6″E    | 59°45′19.6″N,19°6′10.6″E    | Simpnäsleden vid Räfsnäs                                  | Simpnäsleden vid Räfsnäs                                  | Simpnäsleden vid Räfsnäs                                         | Simpnäsleden vid Räfsnäs                                  |                              |
|                             | Tjärven                     | Fl(4) W 12s                                               | 18,5 meter                                                | 13 nautisk mil                                                   | C6386                                                     | 116-9576                     |
| 59°47′29.5″N,19°22′12.2″E   | 59°47′29.5″N,19°22′12.2″E   | Furusundsledens angöring                                  | Furusundsledens angöring                                  | Furusundsledens angöring                                         | Furusundsledens angöring                                  |                              |
|                             | Torrmulen                   | Fl W 5s (occas)                                           | 6,3 meter                                                 | 2 nautisk mil                                                    | C6582                                                     | 116-9052                     |
| 59°6′18.9″N,18°39′32″E      | 59°6′18.9″N,18°39′32″E      | Fiskefyr vid Biskopsfjärden                               | Fiskefyr vid Biskopsfjärden                               | Fiskefyr vid Biskopsfjärden                                      | Fiskefyr vid Biskopsfjärden                               |                              |
|                             | Torrbänken                  | Fl WRG 3s                                                 | 4 meter                                                   | 9 nautisk mil                                                    | C6626                                                     | 116-9220                     |
| 59°6′36.9″N,18°22′1″E       | 59°6′36.9″N,18°22′1″E       | Dalaröleden vid Dalarö skans                              | Dalaröleden vid Dalarö skans                              | Dalaröleden vid Dalarö skans                                     | Dalaröleden vid Dalarö skans                              |                              |
|                             | Torsken                     | Q WRG                                                     | 6,4 meter                                                 | 9 nautisk mil                                                    | C6676.2                                                   | 116-8902                     |
| 58°49′29.4″N,17°43′45.6″E   | 58°49′29.4″N,17°43′45.6″E   | Södertäljeleden vid Fifång                                | Södertäljeleden vid Fifång                                | Södertäljeleden vid Fifång                                       | Södertäljeleden vid Fifång                                |                              |
|                             | Torsvik                     | Exting                                                    | 6 meter                                                   |                                                                  | C6555                                                     |                              |
| 59.36655556°N,18.11483333°E | 59.36655556°N,18.11483333°E | Passagen mellan Tranholmen och Lidingö                    | Passagen mellan Tranholmen och Lidingö                    | Passagen mellan Tranholmen och Lidingö                           | Passagen mellan Tranholmen och Lidingö                    |                              |
|                             | Trehörningen                | IVQ WRG 6s                                                | 8 meter                                                   | 10 nautisk mil                                                   | C6602                                                     | 116-9164                     |
| 58°53′27.3″N,17°56′48.3″E   | 58°53′27.3″N,17°56′48.3″E   | Inloppet till Nynäshamn                                   | Inloppet till Nynäshamn                                   | Inloppet till Nynäshamn                                          | Inloppet till Nynäshamn                                   |                              |
|                             | Trollharan                  | Q WRG                                                     | 12,5 meter                                                | 4 nautisk mil                                                    | C6673                                                     | 116-9372                     |
| 59°19′1.4″N,18°44′50.6″E    | 59°19′1.4″N,18°44′50.6″E    | Landsortsleden över Kanholmsfjärden                       | Landsortsleden över Kanholmsfjärden                       | Landsortsleden över Kanholmsfjärden                              | Landsortsleden över Kanholmsfjärden                       |                              |
|                             | Tvikobb                     | Fl W 3s (occas)                                           |                                                           | 4 nautisk mil                                                    | C6463.2                                                   | 116-9332                     |
| 59°23′35.5″N,19°1′45.5″E    | 59°23′35.5″N,19°1′45.5″E    | Yttre gräns för Östra Möjaskärgården                      | Yttre gräns för Östra Möjaskärgården                      | Yttre gräns för Östra Möjaskärgården                             | Yttre gräns för Östra Möjaskärgården                      |                              |
|                             | Tynningö                    | Fl(2) WRG 6s                                              | 5 meter                                                   | 6 nautisk mil                                                    | C6570                                                     | 116-9496                     |
| 59°22′17.2″N,18°23′20.8″E   | 59°22′17.2″N,18°23′20.8″E   | Furusundsleden vid Tynningö                               | Furusundsleden vid Tynningö                               | Furusundsleden vid Tynningö                                      | Furusundsleden vid Tynningö                               |                              |
|                             | Tyvö                        | Fl WRG 5s                                                 | 10 meter                                                  | 10 nautisk mil                                                   | C6374                                                     | 116-10064                    |
| 59°46′31.9″N,19°7′20.7″E    | 59°46′31.9″N,19°7′20.7″E    | Simpnäsleden vid Tyvö                                     | Simpnäsleden vid Tyvö                                     | Simpnäsleden vid Tyvö                                            | Simpnäsleden vid Tyvö                                     |                              |
|                             | Understen                   | Fl(4) W 15s och F WRG                                     | 48 meter och 32 meter                                     | 23 nautisk mil och 15 nautisk mil                                | C6288                                                     | 116-10016                    |
| 60.275113°N,18.919998°E     | 60.275113°N,18.919998°E     | Yttre gräns för Stockholms skärgård                       | Yttre gräns för Stockholms skärgård                       | Yttre gräns för Stockholms skärgård                              | Yttre gräns för Stockholms skärgård                       |                              |
|                             |                             | Exting                                                    | 24,3 meter                                                | 14 nautisk mil                                                   |                                                           |                              |
| 60°16′29.9″N,18°55′7.8″E    | 60°16′29.9″N,18°55′7.8″E    | Äldre fyr tagen ur tjänst 1916, byggnadsminne sedan 1935  | Äldre fyr tagen ur tjänst 1916, byggnadsminne sedan 1935  | Äldre fyr tagen ur tjänst 1916, byggnadsminne sedan 1935         | Äldre fyr tagen ur tjänst 1916, byggnadsminne sedan 1935  |                              |
|                             | Utö Kvarn                   | VQ Y (occas)                                              | 50 meter                                                  | 12 nautisk mil                                                   | C6620.2                                                   |                              |
| 58°56′58″N,18°15′48.3″E     | 58°56′58″N,18°15′48.3″E     | Varning för skarpskjutning vid Utö skjutfält              | Varning för skarpskjutning vid Utö skjutfält              | Varning för skarpskjutning vid Utö skjutfält                     | Varning för skarpskjutning vid Utö skjutfält              |                              |
|                             | Vallersvik                  | Fl(4) WRG 12s                                             | 7,5 meter                                                 | 10 nautisk mil                                                   | C6444                                                     | 116-9700                     |
| 59°29′52.6″N,18°27′33.9″E   | 59°29′52.6″N,18°27′33.9″E   | Furusundsleden vid Bammarboda                             | Furusundsleden vid Bammarboda                             | Furusundsleden vid Bammarboda                                    | Furusundsleden vid Bammarboda                             |                              |
|                             | Valöarna                    | Fl(4) WRG 12s                                             | 4,5 meter                                                 | 5,6 nautisk mil, 3,8 nautisk mil och 3 nautisk mil               | C6454                                                     | 116-9716                     |
| 59°25′57.7″N,18°29′51.4″E   | 59°25′57.7″N,18°29′51.4″E   | Sandhamnsleden över Saxarfjärden                          | Sandhamnsleden över Saxarfjärden                          | Sandhamnsleden över Saxarfjärden                                 | Sandhamnsleden över Saxarfjärden                          |                              |
|                             | Vattklubben                 | Iso WRG 6s                                                | 10 meter                                                  | 10 nautisk mil                                                   | C6676.3                                                   | 116-8904                     |
| 58°49′26.2″N,17°44′23.4″E   | 58°49′26.2″N,17°44′23.4″E   | Södertäljeleden vid Fifång                                | Södertäljeleden vid Fifång                                | Södertäljeleden vid Fifång                                       | Södertäljeleden vid Fifång                                |                              |
|                             | Viad nedre                  | Q W                                                       | 7,5 meter                                                 | 9 nautisk mil                                                    | C6678.8                                                   | 116-8996                     |
| 59°6′20.8″N,17°42′7.2″E     | 59°6′20.8″N,17°42′7.2″E     | Södertäljeleden genom Brandalsund                         | Södertäljeleden genom Brandalsund                         | Södertäljeleden genom Brandalsund                                | Södertäljeleden genom Brandalsund                         |                              |
|                             | Viad övre                   | Iso W 4s                                                  | 18 meter                                                  | 9 nautisk mil                                                    | C6678.81                                                  | 116-9000                     |
| 59°6′29.8″N,17°42′39.8″E    | 59°6′29.8″N,17°42′39.8″E    | Södertäljeleden genom Brandalsund                         | Södertäljeleden genom Brandalsund                         | Södertäljeleden genom Brandalsund                                | Södertäljeleden genom Brandalsund                         |                              |
|                             | Viksten Nordvästra          | Fl(2) WRG 6s                                              | 16,6 meter                                                | 7 nautisk mil                                                    | C6590                                                     | 116-9146                     |
| 58°47′31.7″N,17°56′43.3″E   | 58°47′31.7″N,17°56′43.3″E   | Landsortsleden vid Järflotta                              | Landsortsleden vid Järflotta                              | Landsortsleden vid Järflotta                                     | Landsortsleden vid Järflotta                              |                              |
|                             | Viksten Sydöstra            | Q W                                                       | 9,6 meter                                                 | 5,4 nautisk mil                                                  | C6592                                                     | 116-9144                     |
| 58°47′12.8″N,17°57′2.2″E    | 58°47′12.8″N,17°57′2.2″E    | Landsortsleden vid Järflotta                              | Landsortsleden vid Järflotta                              | Landsortsleden vid Järflotta                                     | Landsortsleden vid Järflotta                              |                              |
|                             | Vindalsö                    | Q W                                                       | 12 meter                                                  | 8 nautisk mil                                                    | C6482.1                                                   | 116-9132                     |
| 59°17′6.78″N,18°51′27.42″E  | 59°17′6.78″N,18°51′27.42″E  | Sandhamnsleden vid Sandhamn                               | Sandhamnsleden vid Sandhamn                               | Sandhamnsleden vid Sandhamn                                      | Sandhamnsleden vid Sandhamn                               |                              |
|                             | Vindbådan                   | Fl W 3s (occas)                                           |                                                           | 3 nautisk mil                                                    | C6578                                                     | 116-9044                     |
| 59°0′3.2″N,18°37′58.6″E     | 59°0′3.2″N,18°37′58.6″E     | Fiskefyr vid Huvudskärsfjärden                            | Fiskefyr vid Huvudskärsfjärden                            | Fiskefyr vid Huvudskärsfjärden                                   | Fiskefyr vid Huvudskärsfjärden                            |                              |
|                             | Vändvik                     | Fl(2) WRG 6s                                              | 5 meter                                                   | 4 nautisk mil                                                    | C6311                                                     | 116-10120                    |
| 60°5′43″N,18°35′4″E         | 60°5′43″N,18°35′4″E         | Farleden till Hallstavik                                  | Farleden till Hallstavik                                  | Farleden till Hallstavik                                         | Farleden till Hallstavik                                  |                              |
|                             | Värmdö-Garpen               | Oc WRG 5s                                                 | 4,5 meter                                                 | 5 nautisk mil                                                    | C6568                                                     | 116-9484                     |
| 59°21′46.7″N,18°22′35″E     | 59°21′46.7″N,18°22′35″E     | Furusundsleden vid Ormingelandet                          | Furusundsleden vid Ormingelandet                          | Furusundsleden vid Ormingelandet                                 | Furusundsleden vid Ormingelandet                          |                              |
|                             | Oxdjupet Östra              | Q RG                                                      | 5,2 meter                                                 | 4 nautisk mil och 3 nautisk mil                                  | C6532                                                     | 116-9440                     |
| 59°23′58.1″N,18°26′27.1″E   | 59°23′58.1″N,18°26′27.1″E   | Passage genom Oxdjupet                                    | Passage genom Oxdjupet                                    | Passage genom Oxdjupet                                           | Passage genom Oxdjupet                                    |                              |
|                             | Vässarögrund                | VQ(10) WRG 9s                                             | 7,8 meter                                                 | 5 nautisk mil                                                    | C6261                                                     | 116-10180                    |
| 60°14′18.8″N,18°41′41.8″E   | 60°14′18.8″N,18°41′41.8″E   | Öregrundsleden norr om Singö                              | Öregrundsleden norr om Singö                              | Öregrundsleden norr om Singö                                     | Öregrundsleden norr om Singö                              |                              |
|                             | Västerhålets Raconkummel    | Q WRG, Racon(T)                                           | 8 meter                                                   | 3,2 nautisk mil                                                  | C6477                                                     | 116-9116                     |
| 59°17′29.28″N,18°52′42.96″E | 59°17′29.28″N,18°52′42.96″E | Sandhamnsleden vid Vindalsö                               | Sandhamnsleden vid Vindalsö                               | Sandhamnsleden vid Vindalsö                                      | Sandhamnsleden vid Vindalsö                               |                              |
|                             | Västerkobb                  | Iso WRG 4s                                                | 8,6 meter                                                 | 8 nautisk mil                                                    | C6396                                                     | 116-9360                     |
| 59°39′41.8″N,19°10′18.9″E   | 59°39′41.8″N,19°10′18.9″E   | Kudoxaleden vid Vidinge                                   | Kudoxaleden vid Vidinge                                   | Kudoxaleden vid Vidinge                                          | Kudoxaleden vid Vidinge                                   |                              |
|                             | Västra Haga                 | Fl(2) WRG 6s (occas)                                      | 5 meter                                                   | 5 nautisk mil                                                    | C6540                                                     | 116-9524                     |
| 59°23′33.6″N,18°10′30.1″E   | 59°23′33.6″N,18°10′30.1″E   | Askrikefjärden vid Bosön                                  | Askrikefjärden vid Bosön                                  | Askrikefjärden vid Bosön                                         | Askrikefjärden vid Bosön                                  |                              |
|                             | Västra Kvarnhällan          | Q WRG                                                     | 2 meter                                                   | 5,4 nautisk mil, 3,6 nautisk mil och 2,8 nautisk mil             | C6587.2                                                   | 116-9036                     |
| 58°47′36.4″N,17°50′27.5″E   | 58°47′36.4″N,17°50′27.5″E   | Inloppet till Herrhamra                                   | Inloppet till Herrhamra                                   | Inloppet till Herrhamra                                          | Inloppet till Herrhamra                                   |                              |
|                             | Västra Röko                 | Iso WRG 5s                                                | 13,3 meter                                                | 9 nautisk mil                                                    | C6675.6                                                   | 116-8888                     |
| 58°47′21.6″N,17°46′46.9″E   | 58°47′21.6″N,17°46′46.9″E   | Södertäljeleden vid Krabbfjärden                          | Södertäljeleden vid Krabbfjärden                          | Södertäljeleden vid Krabbfjärden                                 | Södertäljeleden vid Krabbfjärden                          |                              |
|                             | Västra Rönnholmen           | Q WRG                                                     | 4,6 meter                                                 | 5 nautisk mil, 3,4 nautisk mil och 2,6 nautisk mil               | C6525                                                     | 116-9468                     |
| 59°25′39.8″N,18°21′56.8″E   | 59°25′39.8″N,18°21′56.8″E   | Inloppet till Kodjupet                                    | Inloppet till Kodjupet                                    | Inloppet till Kodjupet                                           | Inloppet till Kodjupet                                    |                              |
|                             | Växlet Norra                | Fl WRG 3s                                                 | 6,7 meter                                                 | 9 nautisk mil                                                    | C6423                                                     | 116-9656                     |
| 59°35′11.6″N,18°43′40.6″E   | 59°35′11.6″N,18°43′40.6″E   | Furusundsleden vid Löparö                                 | Furusundsleden vid Löparö                                 | Furusundsleden vid Löparö                                        | Furusundsleden vid Löparö                                 |                              |
|                             | Växlet Södra                | Fl(2) WRG 6s                                              | 4,5 meter                                                 | 9 nautisk mil                                                    | C6424                                                     | 116-9660                     |
| 59°35′5.1″N,18°43′53.2″E    | 59°35′5.1″N,18°43′53.2″E    | Furusundsleden vid Löparö                                 | Furusundsleden vid Löparö                                 | Furusundsleden vid Löparö                                        | Furusundsleden vid Löparö                                 |                              |
|                             | Yxhammarskobben             | Fl(3) WRG 9s                                              | 7,8 meter                                                 | 6 nautisk mil                                                    | C6495                                                     | 116-9376                     |
| 59°18′48.1″N,18°48′36.5″E   | 59°18′48.1″N,18°48′36.5″E   | Sandhamnsleden vid Kanholmsfjärden                        | Sandhamnsleden vid Kanholmsfjärden                        | Sandhamnsleden vid Kanholmsfjärden                               | Sandhamnsleden vid Kanholmsfjärden                        |                              |
|                             | Yxlan                       | Fl(3) WRG 9s                                              | 7 meter                                                   | 9 nautisk mil                                                    | C6422                                                     | 116-9652                     |
| 59°35′27.9″N,18°47′38″E     | 59°35′27.9″N,18°47′38″E     | Furusundsleden vid Yxlan                                  | Furusundsleden vid Yxlan                                  | Furusundsleden vid Yxlan                                         | Furusundsleden vid Yxlan                                  |                              |
|                             | Ådkobben                    | Iso WRG 4s                                                | 7,5 meter                                                 | 6 nautisk mil                                                    | C6484.1                                                   | 116-9124                     |
| 59°15′49.6″N,18°53′47.4″E   | 59°15′49.6″N,18°53′47.4″E   | Sandhamnsleden vid Sandhamn                               | Sandhamnsleden vid Sandhamn                               | Sandhamnsleden vid Sandhamn                                      | Sandhamnsleden vid Sandhamn                               |                              |
|                             | Ålandets grund              | Fl WRG 3s                                                 | 8 meter                                                   | 9 nautisk mil, 7 nautisk mil och 6 nautisk mil                   | C6419                                                     | 116-9640                     |
| 59°40′55.5″N,18°58′59.28″E  | 59°40′55.5″N,18°58′59.28″E  | Furusundsleden vid Gräskö                                 | Furusundsleden vid Gräskö                                 | Furusundsleden vid Gräskö                                        | Furusundsleden vid Gräskö                                 |                              |
|                             | Ålandskobb                  | Fl(2) WRG 6s                                              | 5,5 meter                                                 | 10 nautisk mil                                                   | C6418                                                     | 116-9636                     |
| 59°41′11.1″N,18°59′5.7″E    | 59°41′11.1″N,18°59′5.7″E    | Furusundsleden vid Gräskö                                 | Furusundsleden vid Gräskö                                 | Furusundsleden vid Gräskö                                        | Furusundsleden vid Gräskö                                 |                              |
|                             | Årskobben                   | Q WRG                                                     | 5,5 meter                                                 | 7 nautisk mil                                                    | C6398                                                     | 116-9364                     |
| 59°39′40.5″N,19°9′40.4″E    | 59°39′40.5″N,19°9′40.4″E    | Kudoxaleden vid Kudoxa                                    | Kudoxaleden vid Kudoxa                                    | Kudoxaleden vid Kudoxa                                           | Kudoxaleden vid Kudoxa                                    |                              |
|                             | Älgerören                   | Q WR (occas)                                              | 10,7 meter                                                | 4 nautisk mil och 2 nautisk mil                                  | C6463.3                                                   | 116-9320                     |
| 59°20′22.1″N,18°56′21.6″E   | 59°20′22.1″N,18°56′21.6″E   | Fiskefyr i Rödkobbsfjärden                                | Fiskefyr i Rödkobbsfjärden                                | Fiskefyr i Rödkobbsfjärden                                       | Fiskefyr i Rödkobbsfjärden                                |                              |
|                             | Älvsnabben                  | Q WRG                                                     | 7 meter                                                   | 5 nautisk mil                                                    | C6618.4                                                   | 116-9192                     |
| 58°58′40.3″N,18°11′13.1″E   | 58°58′40.3″N,18°11′13.1″E   | Landsortsleden över Mysingen                              | Landsortsleden över Mysingen                              | Landsortsleden över Mysingen                                     | Landsortsleden över Mysingen                              |                              |
|                             | Ölandssten                  | IVQ WRG 6s                                                | 6 meter                                                   | 5,4 nautisk mil, 3,6 nautisk mil och 2,8 nautisk mil             | C6587.95                                                  | 116-9028                     |
| 58°47′36.1″N,17°52′5.6″E    | 58°47′36.1″N,17°52′5.6″E    | Galthålet mellan Öja och Torö                             | Galthålet mellan Öja och Torö                             | Galthålet mellan Öja och Torö                                    | Galthålet mellan Öja och Torö                             |                              |
|                             | Örngrund                    | Q WRG                                                     | 10 meter                                                  | 10 nautisk mil                                                   | C6598                                                     | 116-9184                     |
| 58.89722222°N,18.02444444°E | 58.89722222°N,18.02444444°E | Landsortsleden över Mysingen                              | Landsortsleden över Mysingen                              | Landsortsleden över Mysingen                                     | Landsortsleden över Mysingen                              |                              |
|                             | Österklintshällan           | Q Y                                                       | 3 meter                                                   | 3 nautisk mil                                                    | C6587.8                                                   | 116-9025                     |
| 58°46′19.5″N,17°51′56.3″E   | 58°46′19.5″N,17°51′56.3″E   | Passage längst Öjas östsida                               | Passage längst Öjas östsida                               | Passage längst Öjas östsida                                      | Passage längst Öjas östsida                               |                              |
|                             | Österskär                   | Fl WRG 3s                                                 | 7,5 meter                                                 | 6 nautisk mil                                                    | C6488                                                     | 116-9136                     |
| 59°15′23″N,18°56′47.8″E     | 59°15′23″N,18°56′47.8″E     | Sandhamnsleden vid Sandhamn                               | Sandhamnsleden vid Sandhamn                               | Sandhamnsleden vid Sandhamn                                      | Sandhamnsleden vid Sandhamn                               |                              |
|                             | Österskärsbådan             | Fl(2) G 6s                                                | 9 meter                                                   | 2,4 nautisk mil                                                  | C6387.3                                                   | 116-9582                     |
| 59°45′42.6″N,19°17′39.8″E   | 59°45′42.6″N,19°17′39.8″E   | Furusundsleden norr om Söderarm                           | Furusundsleden norr om Söderarm                           | Furusundsleden norr om Söderarm                                  | Furusundsleden norr om Söderarm                           |                              |
|                             | Östra Röko                  | Fl(2) WRG 6s                                              | 8,5 meter                                                 | 6 nautisk mil                                                    | C6618                                                     | 116-9188                     |
| 58°54′24.3″N,18°4′56.4″E    | 58°54′24.3″N,18°4′56.4″E    | Landsortsleden över Mysingen                              | Landsortsleden över Mysingen                              | Landsortsleden över Mysingen                                     | Landsortsleden över Mysingen                              |                              |
|                             | Östra Stendörren            | Fl(3) WRG 9s                                              | 5,5 meter                                                 | 6,4 nautisk mil                                                  | C6652                                                     |                              |
| 59°10′56.5″N,18°29′32″E     | 59°10′56.5″N,18°29′32″E     | Dalaröleden vid Stora Vindåsen                            | Dalaröleden vid Stora Vindåsen                            | Dalaröleden vid Stora Vindåsen                                   | Dalaröleden vid Stora Vindåsen                            |                              |
|                             | Östra Älgögrundet           | Iso WRG 4s                                                | 6,3 meter                                                 | 6 nautisk mil                                                    | C6452                                                     | 116-9708                     |
| 59°26′43.62″N,18°24′48.12″E | 59°26′43.62″N,18°24′48.12″E | Sandhamnsleden över Saxarfjärden                          | Sandhamnsleden över Saxarfjärden                          | Sandhamnsleden över Saxarfjärden                                 | Sandhamnsleden över Saxarfjärden                          |                              |